# Angola
Angola (deutsch [aŋˈgoːla], portugiesisch [ɐŋˈgɔlɐ]; auf Kimbundu, Umbundu und Kikongo „Ngola“ genannt) ist ein Staat im Südwesten Afrikas. Nationalfeiertag ist der 11. November, der Jahrestag der 1975 erlangten Unabhängigkeit. Angola grenzt an Namibia, Sambia, die Republik Kongo, die Demokratische Republik Kongo und den Atlantischen Ozean – die zu Angola gehörige Exklave Cabinda liegt im Norden zwischen der Demokratischen Republik Kongo und der Republik Kongo am Atlantik.
Der Name Angola leitet sich von dem Titel Ngola der Könige von Ndongo ab, einem östlich von Luanda gelegenen Vasallenstaat des historischen Kongoreiches. Die Region um Luanda erhielt diesen Namen im 16. Jahrhundert durch die ersten portugiesischen Seefahrer, die an der dortigen Küste anlandeten und ein Padrão, ein steinernes Kreuz als Zeichen der Inbesitznahme für den portugiesischen König, errichteten. Die Bezeichnung wurde Ende des 17. Jahrhunderts auf die Region um Benguela ausgedehnt, im 19. Jahrhundert dann auf das damals noch nicht umgrenzte Territorium, dessen koloniale Besetzung sich Portugal vornahm.
1961 begannen Kämpfe für die Unabhängigkeit, die 1975 gewonnen wurden. Seither beherrscht die Partei MPLA das Land autoritär; Korruption und Menschenrechtsverletzungen sind bis heute weit verbreitet.

## Geografie

### Geografische Lage
Die Republik Angola liegt zwischen 4° 22′ und 18° 02′ südlicher Breite sowie 11° 41′ und 24° 05′ östlicher Länge. Das Land gliedert sich grob in eine schmale Niederung entlang der Atlantikküste, die in Richtung Osten, zum Landesinneren hin, zum Hochland von Bié ansteigt: Es macht den größten Teil Angolas aus, ist im Süden flach und in der Landesmitte bergig. Der höchste Berg ist der in diesem Hochland liegende Môco mit 2619 m über dem Meeresspiegel. Der Osten Angolas wird vom Sambesi durchflossen. Die Landesfläche von Angola beträgt etwa das 3½-Fache der Fläche von Deutschland.

### Klima
Angola ist in drei Klimazonen eingeteilt:
An der Küste und im Norden des Landes ist es tropisch, das heißt, es gibt das ganze Jahr hohe Tagestemperaturen zwischen 25 und 30 °C, nachts ist es nur unwesentlich kühler. Von November bis April ist Regenzeit. Das Klima wird stark durch den kühlen Benguelastrom (17–26 °C) beeinflusst, so dass Nebel häufig ist. Die durchschnittliche Niederschlagsmenge liegt bei 500 mm, im Süden kaum bei 100 mm jährlich.
Das Hochland im Zentrum und Süden des Landes ist gemäßigt-tropisch, es gibt vor allem im Winter deutliche Temperaturunterschiede zwischen Tag und Nacht. So liegen etwa in Huambo die Temperaturen im Juli zwischen 25 °C tagsüber und 7–8 °C nachts, dazu kommt noch enorme Trockenheit. Ähnlich wie an der Küste ist die Regenzeit von Oktober bis April. Es fallen im Schnitt rund 1000 mm Regen pro Jahr.
Im Südosten des Landes ist es überwiegend heiß und trocken mit kühlen Nächten im Winter bzw. Hitze und gelegentlichen Niederschlägen im Sommer. Die Jahresniederschläge schwanken um 250 mm.

### Hydrologie

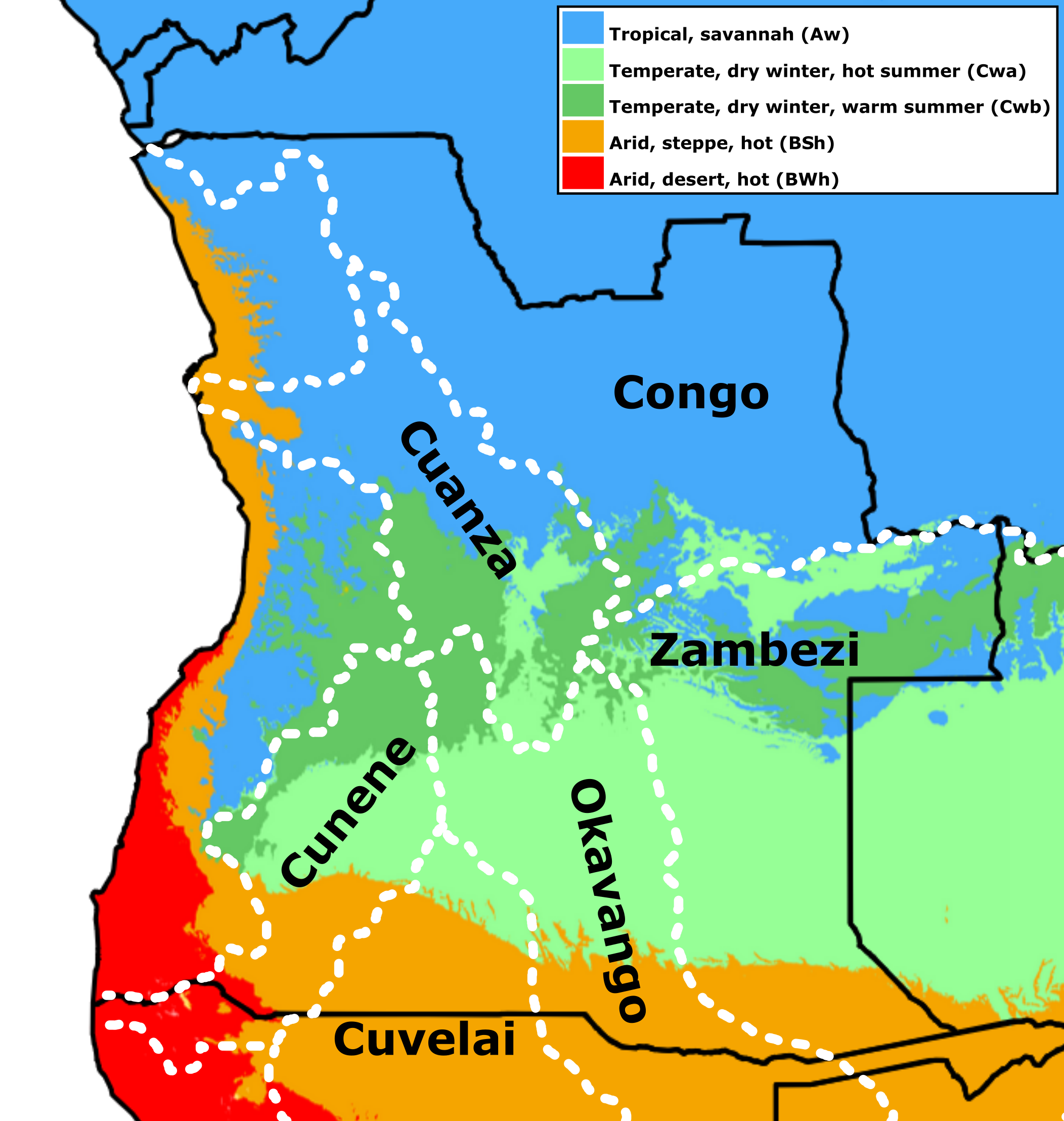
Die Klimazonen Angolas mit den Haupt-Einzugsgebieten (gepunktete Linien)

Den „Wasserturm“ des Landes bildet das Hochland von Bié. Von dort teilt sich Angola in 5 Haupteinzugsgebiete auf. Die beiden größten sind die des Kongo und des Sambesi. Zusammen entwässern sie über 40 % der Landesfläche. Die Flächen, die über den Okavango abfließen, liegen bei etwa 12 %. Somit entwässert gut die Hälfte des Landes über sehr große Einzugsgebiete aus dem Land hinaus. Hinzu kommen der Cuanza, mit ebenfalls etwa 12 %, und der Cunene mit knapp 8 %. Zu erwähnen ist noch das Cuvelai-Etosha-Einzugsgebiet, das nach Süden entwässert. Die restlichen knapp 20 % des Landes sind Küstenflüsse. Die Wasserressourcen im Süden Angolas haben für die Nachbarländer Botswana und Namibia große Bedeutung. Daher gründeten sie 1994 zusammen die Permanent Okavango River Basin Water Commission.

### Flora und Fauna
Die Vegetation reicht klimabedingt von tropischem Regenwald im Norden und in Cabinda über Baumsavannen im Zentrum bis zur trockenen Grassavanne, die durchsetzt ist mit Euphorbien (Wolfsmilchgewächsen), Akazien und Affenbrotbäumen. Von Namibia ausgehend zieht sich entlang der Südwestküste ein Wüstenstreifen. Die Fauna Angolas ist reich an Wildtieren, es finden sich Elefanten, Flusspferde, Geparde, Gnus, Krokodile, Strauße, Nashörner und Zebras. Die Ausweitung der Landwirtschaft, aber auch die Zerstörungen durch die Bürgerkriege und der Handel mit Elfenbein gefährden das Überleben vieler Arten.
In Angola gibt es 13 Naturschutzgebiete (Nationalparks und Naturreservate) mit einer Gesamtfläche von 162.642 km², die 12,6 % des Staatsgebiets ausmachen.

### Humangeografie - Städte
Im Jahr 2023 lebten 69 Prozent der Einwohner Angolas in Städten. Die größten Städte des Landes sind:
| Rang | Stadt    | Einwohner (Zensus 2014) |
| ---- | -------- | ----------------------- |
| 1    | Luanda   | 6.759.313               |
| 2    | Lubango  | 600.751                 |
| 3    | Huambo   | 595.304                 |
| 4    | Benguela | 555.124                 |
| 5    | Cabinda  | 550.000                 |
| 6    | Malanje  | 455.000                 |

## Bevölkerung
In Angola gab es bisher erst zwei Volkszählungen in den Jahren 1970 und 2014. 2020 veröffentlichte das nationale Statistikamt eine Projektion. Demnach betrug die Bevölkerung 31,13 Millionen. Die Bevölkerung Angolas ist eine der am schnellsten wachsenden der Welt. Im Jahr 2021 betrug das Bevölkerungswachstum 3,2 %. Die Anzahl der Geburten pro Frau lag 2022 statistisch bei 5,2, die der Region Sub-Sahara-Afrika betrug 4,5. Der Median des Alters der Bevölkerung lag im Jahr 2021 bei 16,2 Jahren. Im Jahr 2023 waren 44,8 Prozent der Bevölkerung unter 15 Jahre, während der Anteil der über 64-Jährigen 2,6 Prozent der Bevölkerung betrug.
Ein akutes demografisches Problem mit unabsehbaren wirtschaftlichen, sozialen und politischen Folgen hat sich in Angola aus dem Kriegszustand ergeben, der sich über vier Jahrzehnte hingezogen hat. Um 2000 war ein erheblicher Teil der Landbevölkerung in die Städte, in unwegsame Gebiete (Berge, Wald, Sumpfland) oder ins benachbarte Ausland (Namibia, Botswana, Sambia, Demokratische Republik Kongo, Republik Kongo) geflohen. Entgegen allen Erwartungen ist es nach dem Friedensschluss nicht zu einem massiven Rückfluss gekommen. Zwar ist ein Teil der Bevölkerung in ihre Ursprungsorte zurückgekehrt, doch hat das Binnenland – wie die Erhebungen der letzten Jahre zeigen – per Saldo sogar weiter an Bevölkerung verloren. Dies hängt nicht zuletzt damit zusammen, dass sich die Wirtschaft mit Ausnahme der Landwirtschaft und der Förderung von Diamanten ganz überwiegend auf den Küstenstreifen konzentriert. Die Volkszählung von 2014 hat allerdings aufgedeckt, dass der Rückgang der ländlichen Bevölkerung trotz generell schlechter Lebensbedingungen weniger drastisch war als befürchtet; sie macht knapp über 60 % der Gesamtbevölkerung aus.

### Volksgruppen

Karte der Volksgruppen in Angola, 1970

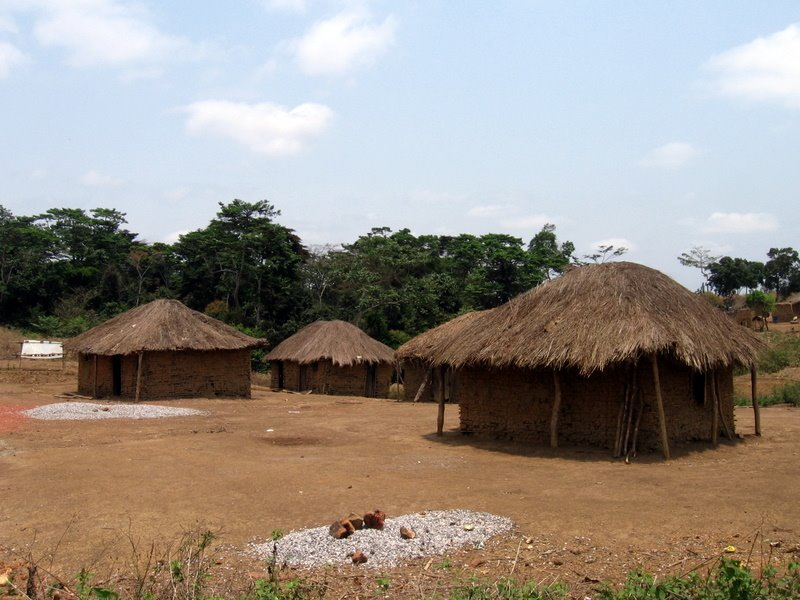
Ein „Quimbo“, ein typisches Dorf entlang der Überlandstraße Luanda-Uíge, Oktober 2008

Die meisten Angolaner sind Bantu und gehören drei Ethnien an: Mehr als ein Drittel sind Ovimbundu, ansässig auf dem Zentralhochland, dem angrenzenden Küstenstreifen und nunmehr ebenfalls stark präsent in allen größeren Städten auch außerhalb dieses Gebietes; ein knappes Viertel sind Ambundu (Sprache: Kimbundu), die in einem breiten Landstrich von Luanda bis Malanje überwiegen; schließlich gehören 10 bis 15 % den Bakongo an, einem Volk, das im Westen von Kongo-Brazzaville und der Demokratischen Republik Kongo sowie im Nordwesten Angolas angesiedelt ist und nunmehr auch in Luanda eine starke Minderheit darstellt.
Zahlenmäßig kleinere Volksgruppen sind die Ganguela, eigentlich ein Konglomerat aus kleineren Gruppen Ostangolas, dann Nyaneka-Nkhumbi im Südwesten, die zumeist Hirtenbauern sind, die Ovambo (Ambo) und Herero Südangolas (mit Verwandten in Namibia) sowie die Tshokwe (einschließlich der Lunda) aus dem Nordosten Angolas (und aus dem Süden der DR Kongo sowie dem Nordwesten Sambias), die im Verlaufe des letzten Jahrhunderts in kleinen Gruppen südwärts gewandert sind. Einige kleine Gruppen im äußersten Südwesten werden als Xindonga bezeichnet. Schließlich gibt es noch residuale Gruppen der Khoisan (San), die verstreut in Südangola leben und nicht zu den Bantu gehören.
Etwa 2 % der Bevölkerung sind mestiços, also Mischlinge von Afrikanern und Europäern. Die Portugiesen waren mit 320.000 bis 350.000 Menschen am Ende der Kolonialzeit die größte europäischstämmige Volksgruppe im Land. Über die Hälfte von ihnen war im Lande geboren, nicht selten in der zweiten oder dritten Generation, und fühlte sich mehr Angola zugehörig als Portugal. Die anderen waren in der spätkolonialen Phase zugewandert oder als Angestellte/Beamte staatlicher Einrichtungen (einschließlich des Militärs) nach dort versetzt worden. Die meisten Portugiesen flohen kurz vor oder nach der Unabhängigkeitserklärung Angolas von Ende 1975 nach Portugal, Brasilien oder Südafrika, doch ist ihre Zahl inzwischen wieder auf rund 170.000 angewachsen, zu denen möglicherweise 100.000 andere Europäer sowie Latein- und Nordamerikaner hinzukommen. Zu den Europäern kommt inzwischen eine große, auf etwa 300.000 Menschen geschätzte Gruppe von Chinesen, die im Zuge einer Immigrationswelle nach Afrika kamen und kommen. Im Jahre 2017 waren 2,1 % der Bevölkerung im Ausland geboren.
Bis 1974/75 lebten auch etwa 130 deutsche Familien (Angola-Deutsche) als Farmer oder Unternehmer im Land, vor allem in den Regionen um Huambo und Benguela; in der Stadt Benguela gab es seinerzeit sogar eine deutsche Schule. Fast alle haben seither aber das Land verlassen.
Die ethnischen Unterschiede haben, im Gegensatz zu anderen (afrikanischen und nicht afrikanischen) Ländern, in Angola nur in Maßen für gesellschaftlichen Zündstoff gesorgt. Als sich Bakongo, die in den 1970er Jahren in den Kongo-Kinshasa geflohen waren, bei ihrer Rückkehr in großer Zahl in Luanda niederließen, hat das zwar zu gegenseitigem „Fremdeln“ zwischen ihnen und den ansässigen Ambundu geführt, nicht aber zu massiven oder gar gewalttätigen Konflikten. Als sich im Bürgerkrieg Ambundu und Ovimbundu gegenüberstanden, bekam der Konflikt auf seinem Höhepunkt auch ethnische Untertöne; seit Frieden herrscht, sind diese deutlich abgeklungen. Bei Konflikten aller Art können solche Abgrenzungen aber wieder ins Spiel kommen. Außerdem ist das Problem der Rassenbeziehungen zwischen Schwarzen, Mischlingen und Weißen noch in keiner Weise ausgestanden, zumal es von der Politik her manipuliert wird und seinerseits die Politik bedingt.

### Sprachen
Amtssprache in Angola ist Portugiesisch. Es wird zu Hause von 85 % der Bevölkerung in den Städten und von 49 % der Landbevölkerung gesprochen. Von allen afrikanischen Ländern hat sich Angola vermutlich die Sprache der ehemaligen Kolonialmacht am stärksten zu eigen gemacht. Fast alle der in Angola gesprochenen afrikanischen Sprachen gehören zur Bantu-Sprachfamilie. Davon am weitesten verbreitet sind das Umbundu, das von 23 % der Bevölkerung, besonders von der ethnischen Gruppe der Ovimbundu gesprochen wird, das Kikongo (8,24 %) der Bakongo, das Kimbundu (7,82 %) der Ambundu und das Chokwe (6,54 %) der Chokwe. Andere Sprachen sind Ngangela, Oshivambo (Kwanyama, Ndonga), Mwila, Nkhumbi, Otjiherero sowie das im 20. Jahrhundert von Rückwanderern aus dem Zaire eingeführte Lingala. In Angola werden insgesamt (je nach Einteilungskriterien) rund 40 verschiedene Sprachen/Dialekte gesprochen.

### Religionen

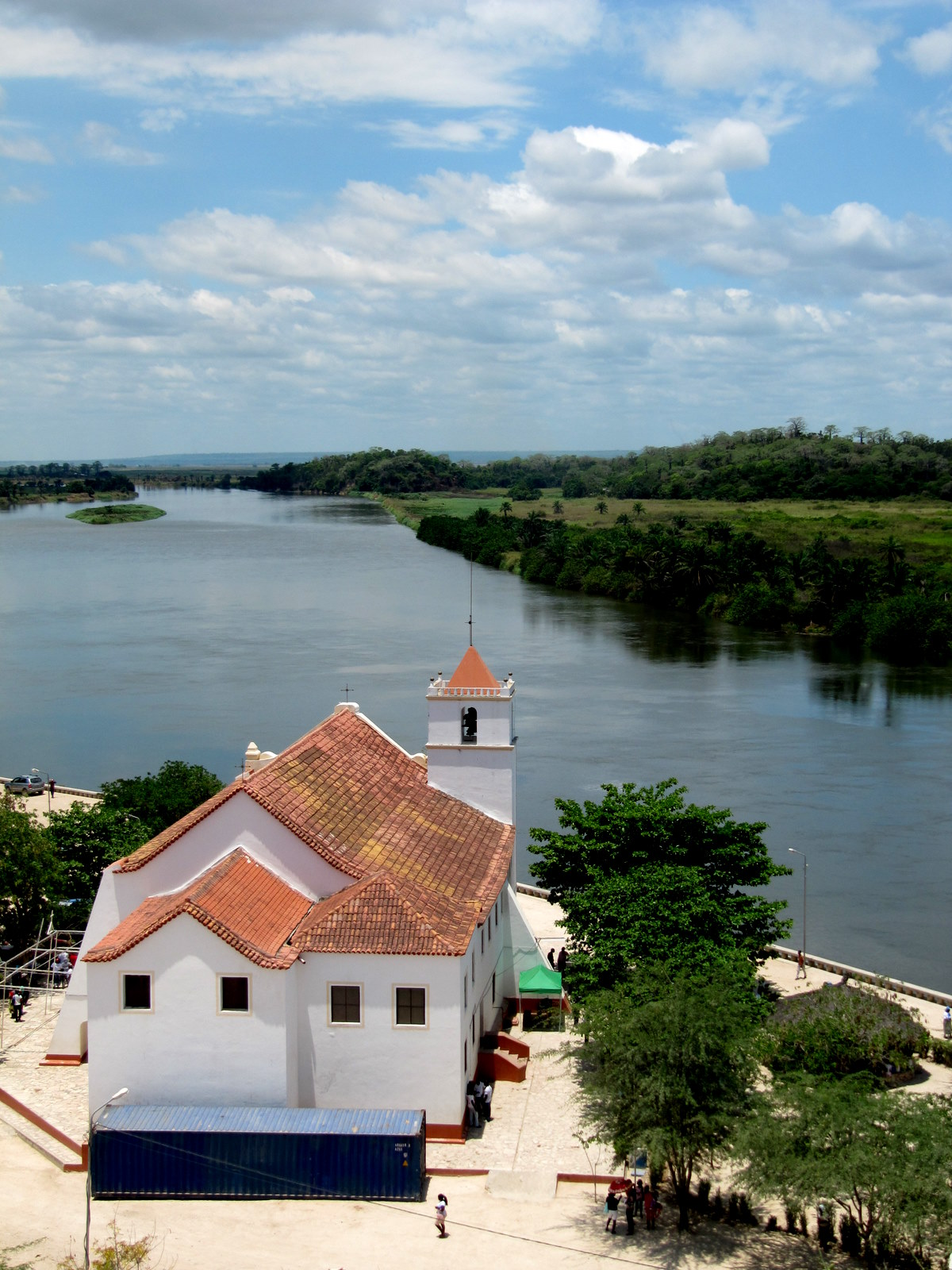
Wallfahrtskirche „Nossa Senhora da Conceição“ aus dem 16. Jahrhundert am Rio Kwanza, November 2009

In Angola gibt es knapp 1000 Religionsgemeinschaften. Nach dem Zensus 2014 gehören den oft schon während der Kolonialzeit gegründeten protestantischen Kirchen 38,1 % der Bevölkerung an, während 41,1 % der Bevölkerung Anhänger der römisch-katholischen Kirche sind. Keiner Religionsgemeinschaft gehören 12,3 % der Einwohner an.
Methodisten sind besonders im Gebiet von Luanda bis Malanje vertreten, Baptisten im Nordwesten und Luanda. In Zentralangola und den angrenzenden Küstenstädten ist vor allem die Igreja Evangélica Congregacional em Angola (Evangelisch-Kongregationalistische Kirche in Angola) vertreten. Aus der Kolonialzeit stammen auch verschiedene kleinere Gemeinschaften, so Lutheraner (z. B. in Südangola) und Reformierte (vor allem in Luanda). Dazu kommen Adventisten, neuapostolische Christen sowie (nicht zuletzt durch Einflüsse aus Brasilien) seit der Unabhängigkeit eine Vielfalt pfingstlich-charismatischer Freikirchen und die Zeugen Jehovas. Die neuen Gemeinschaften, darunter zum Beispiel die als Wirtschaftsunternehmen organisierte „Igreja Universal do Reino de Deus“ (IURD, Vereinigte Kirche des Reichs Gottes), die in Brasilien entstand und sich von dort aus in die anderen portugiesischsprachigen Länder ausbreitete, sind besonders in den größeren Städten vertreten und haben zum Teil erheblichen Zulauf.
Aufgrund von Einflüssen aus Südafrika und Namibia hat sich in den 2000er Jahren ein kleiner Ableger der anglikanischen Kirche des südlichen Afrika gebildet. Am 24. September 2021 gründete sich daraus die Anglikanische Kirche von Mosambik und Angola. Schließlich gibt es zwei christlich-synkretistische Gemeinschaften, die in der DR Kongo verwurzelten Kimbanguisten und die im kolonialen Angola entstandenen Tokoisten.
Nur noch ein verschwindend geringer Teil der Bevölkerung hängt ausschließlich traditionellen Religionen an, aber unter den Christen finden sich nicht selten Bruchstücke von Vorstellungen, die aus diesen Religionen stammen.
Der Anteil der Muslime (fast alle sunnitisch) beträgt laut Zensus 2014 nur 0,4 Prozent. Er setzt sich aus Einwanderern aus verschiedenen, meist afrikanischen Ländern zusammen, die aufgrund ihrer Verschiedenartigkeit keine Gemeinschaft bilden. Saudi-Arabien bemühte sich um eine Ausbreitung des Islams in Angola. So kündigte es 2010 an, dass es in Luanda die Errichtung einer islamischen Universität finanzieren werde. Im November 2013 wurde jedoch dem Islam und zahlreichen anderen Organisationen die Anerkennung als Religionsgemeinschaft verweigert, da sie nicht mit dem Christentum vereinbar seien. Zudem wurden Gebäude, die ohne Baugenehmigung errichtet wurden, zum Abriss vorgesehen. Mehr als 60 Moscheen im Land wurden geschlossen.
Die katholische Kirche, die traditionellen protestantischen Kirchen und einige Freikirchen unterhalten soziale Einrichtungen, die dazu bestimmt sind, Mängel in der gesellschaftlichen oder staatlichen Versorgung auszugleichen. Die katholische Kirche und die traditionellen protestantischen Kirchen äußern sich gelegentlich zu politischen Fragen und finden dabei unterschiedliches Gehör.

### Gesundheit
Die Ernährungs- und Gesundheitssituation der angolanischen Bevölkerung ist – aus europäischer Perspektive – größtenteils katastrophal. Nur rund 30 % der Bevölkerung haben Zugang zu grundlegender medizinischer Versorgung und nur 40 % haben Zugang zu ausreichend reinem Trinkwasser. Jährlich sterben tausende Menschen an Durchfallerkrankungen oder Atemwegsentzündungen. Daneben sind Malaria, Meningitis, Tuberkulose und Erkrankungen durch Wurmbefall verbreitet. Die Infektionsrate mit HIV liegt nach Schätzungen von UNAIDS bei 2 % und damit für die Region sehr niedrig. Als Grund hierfür wird die Abschottung des Landes während des Bürgerkrieges genannt.
Im Jahr 2021 betrugen die Gesundheitsausgaben des Landes 3,0 % des Bruttoinlandsprodukts. Im Jahr 2017 praktizierten in Angola 2,1 Ärztinnen und Ärzte je 10.000 Einwohner.
Im Jahr 1987 wurde ein erster großer Cholera-Ausbruch in Angola gemeldet, welcher 16.222 Fälle und 1.460 Todesfälle umfasste. Er begann am 8. April 1987 in der Provinz Zaire und breitete sich auf viele andere Gebiete einschließlich der Provinz Luanda aus. Nachdem die Zahl der Fälle zwischen Juli und Oktober zurückgegangen war, kam es ab November zu einem Anstieg, und galt als endemisch, wobei die Ausbrüche 1988 in zahlreichen Provinzen weiter anhielten. Im Jahr 1988 wurden zwei Drittel der Cholerafälle in Afrika von Angola gemeldet (15.500 Fälle gegenüber 23.223 in ganz Afrika). Zwischen 1997 und 2005 wurde kein Cholerafall mehr gemeldet.
Zwischen dem 13. Februar 2006 und dem 9. Mai 2007 erlebte Angola einen seiner schlimmsten Cholera-Ausbrüche in der Geschichte und meldete 82.204 Fälle mit 3092 verbundenen Todesfällen und einem Gesamt-Fall-Verstorbenen-Anteil (FVA) von 3,75 %. Der Höhepunkt des Ausbruchs wurde Ende April 2006 mit einer täglichen Inzidenz von 950 Fällen erreicht.
Aufgrund der mangelnden medizinischen Versorgung ist die Zahl der Frauen, die während der Geburt sterben, extrem hoch. Die Lebenserwartung der Einwohner Angolas ab der Geburt lag 2022 bei 61,9 Jahren (Frauen: 64,5, Männer: 59,4). Nachdem die Lebenserwartung von 2000 bis 2010 noch um 23 % angestiegen war, flachte der Anstieg in den letzten 10 Jahren auf 6 % ab.

### Bildungswesen

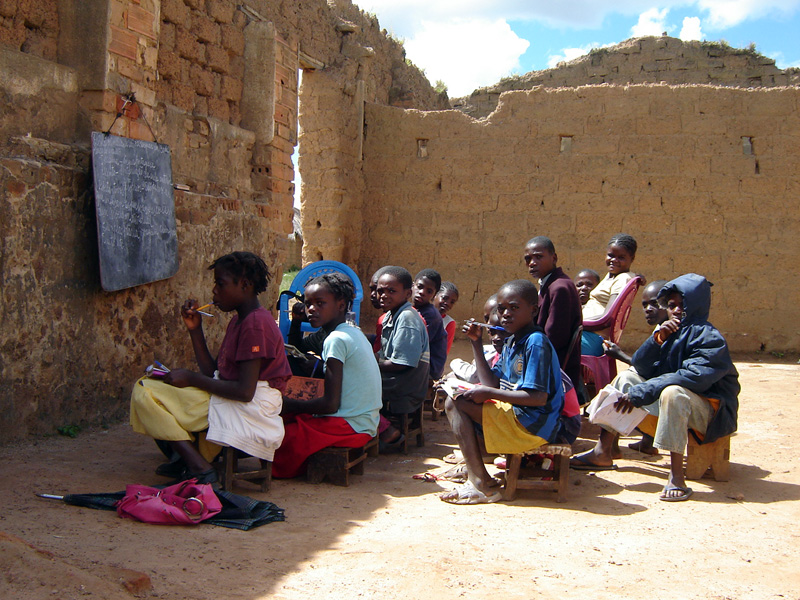
Schulklasse in Kuito

Während der Kolonialzeit wurde das Bildungswesen bis auf das letzte Jahrzehnt vernachlässigt und war stets ein Instrument der Kolonialpolitik. Nach der Unabhängigkeit setzte ein systematischer Neubeginn an, bei dem die Zusammenarbeit mit Kuba eine wichtige Rolle spielte. Der Bürgerkrieg behinderte diese Anstrengungen und führte vor allem in ländlichen Regionen zu einem eklatanten Lehrermangel. Der Aufbau eines neuen Bildungswesens wurde insgesamt jedoch fortgesetzt, besonders in den Städten, in denen sich nach und nach die Hälfte der Bevölkerung konzentrierte. Seit dem Frieden 2002 wurden und werden große Anstrengungen unternommen, um die Situation zu verbessern und die enormen Defizite auszuräumen. In der gleichen Zeit begann in Angola eine Schulreform mit der Absicht, die Inhalte der Schule für die Kinder relevanter zu machen und bessere Ergebnisse zu erzielen.
In Angola gehen weniger als zwei Drittel der Kinder im schulpflichtigen Alter zur Schule. In den Grundschulen wiederholen 54 % der Kinder eine oder mehrere Klassen. Wenn die Kinder die fünfte Klasse erreichen, gehen nur noch 6 % der Kinder ihrer Altersgruppe in die Schule. Dies hat auch mit dem Umstand zu tun, dass für die Versetzung in höhere Klassen ein gültiger Personalausweis vorzulegen ist, den viele nicht haben. Diese hohe Schulabbrecherquote entspricht dem Mangel an Schulen mit fünfter und sechster Klasse. 2015 betrug die Alphabetisierungsrate der erwachsenen Bevölkerung 71,1 % (Frauen: 60,2 %, Männer: 82,0 %)
Von der Bevölkerung >18 Jahre verfügen 47,9 % über keinen Schulabschluss, 19,9 % über einen Primarschulabschluss, 17,1 % über einen mittleren Schulabschluss (I ciclo do ensino secundário), 13,2 % über einen Sekundarschulabschluss (II ciclo do ensino secundário) und 2,0 % über einen Hochschulabschluss. Bei den 18–24-Jährigen liegen die Quoten bei 25 % (kein Schulabschluss), 34 % (Primarschulabschluss), 29 % (mittlerer Schulabschluss), 13 % (Sekundarschulabschluss) und 0 % (Hochschulabschluss). Die Quote der Bevölkerung über 24 Jahre mit Hochschulabschluss ist von Provinz zu Provinz sehr unterschiedlich. Den höchsten Anteil verzeichnen Luanda (5,4 %) und Cabinda (3,8 %), den niedrigsten Cunene (0,6 %) und Bié (0,5 %).
In Zusammenarbeit mit dem angolanischen Bildungsministerium betreibt die Hilfsorganisation Ajuda de desenvolvimento de Povo para Povo em Angola sieben Lehrerausbildungsstätten in Huambo, Caxito, Cabinda, Benguela, Luanda, Zaire und Bié, die so genannten Escolas dos Professores do Futuro, an denen bis Ende 2006 mehr als 1000 Lehrer für den Einsatz in den ländlichen Gebieten ausgebildet wurden. Bis 2015 sollen acht weitere dieser Lehrerausbildungsstätten eingerichtet und 8000 Lehrer ausgebildet werden.
Das Hochschulwesen bestand bis in die späten 1990er Jahre aus der staatlichen Universidade Agostinho Neto, deren etwa 40 Fakultäten über das ganze Land verteilt waren und sich insgesamt in einem schlechten Zustand befanden. Daneben gab es nur noch die Universidade Católica de Angola (UCAN) in Luanda.
Inzwischen gibt es, vor allem in Luanda, eine wachsende Anzahl privater Universitäten. Dazu zählen unter anderem die Universidade Lusíada de Angola, die Universidade Lusófona de Angola, und die Universidade Jean Piaget de Angola die allesamt eng mit den gleichnamigen Universitäten in Portugal verbunden sind. Mit Unterstützung einer Lissaboner Universität ist auch die Angola Business School entstanden.
Rein angolanische Initiativen sind die Universidade Privada de Angola, die Universidade Metodista de Angola, die Universidade Metropolitana de Angola, die Universidade Independente de Angola, die Universidade Técnica de Angola, die Universidade Gregório Semedo die Universidade Óscar Ribas, die Universidade de Belas, und das Instituto Superior de Ciências Sociais e Relações Internacionais.
Alle diese Universitäten sind in Luanda angesiedelt, obwohl einige auch „pólos“ genannte Außenstellen in anderen Städten haben, so die Universidade Privada de Angola in Lubango, die Universidade Lusófona de Angola in Huambo und die Universidade Jean Piaget in Benguela. Im Sinne einer Dezentralisierung des Hochschulwesens war es jedoch entscheidend, dass 2008/2009 aus der Universidade Agostinho Neto sechs Regionaluniversitäten mit je eigenem Namen ausgegliedert wurden, die die bestehenden Fakultäten übernahmen und meist weitere gründeten, und die innerhalb ihres jeweiligen Zuständigkeitsgebiets in anderen Städten „pólos“ einrichteten. In Benguela entstand so die Universidade Katyavala Bwila, in Cabinda die Universidade 11 de Novembro, in Huambo die Universidade José Eduardo dos Santos mit „pólo“ in Bié, in Lubango die Universidade Mandume ya Ndemufayo (siehe auch Mandume yaNdemufayo) mit „pólo“ in Ondjiva, in Malanje mit Saurimo und Luena die Universidade Lueij A’Nkonde und in Uíge die Universidade Kimpa Vita.
In den meisten Fällen waren die Namensgeber afrikanische Führungsfiguren aus vorkolonialer Zeit oder aus der Zeit des Primärwiderstands gegen die koloniale Eroberung. Sämtliche Universitäten haben mit Aufbauschwierigkeiten zu kämpfen. Der Zuständigkeitsbereich der Universidade Agostinho Neto wurde auf die Provinzen Luanda und Bengo beschränkt. Die qualitativen Unzulänglichkeiten des Hochschulwesens sind durch diese Entwicklung jedoch bislang nur teilweise überwunden worden. In Luanda haben aufgrund der Vielfalt der Universitäten einige von ihnen mit einer abnehmenden Nachfrage zu kämpfen.

## Geschichte

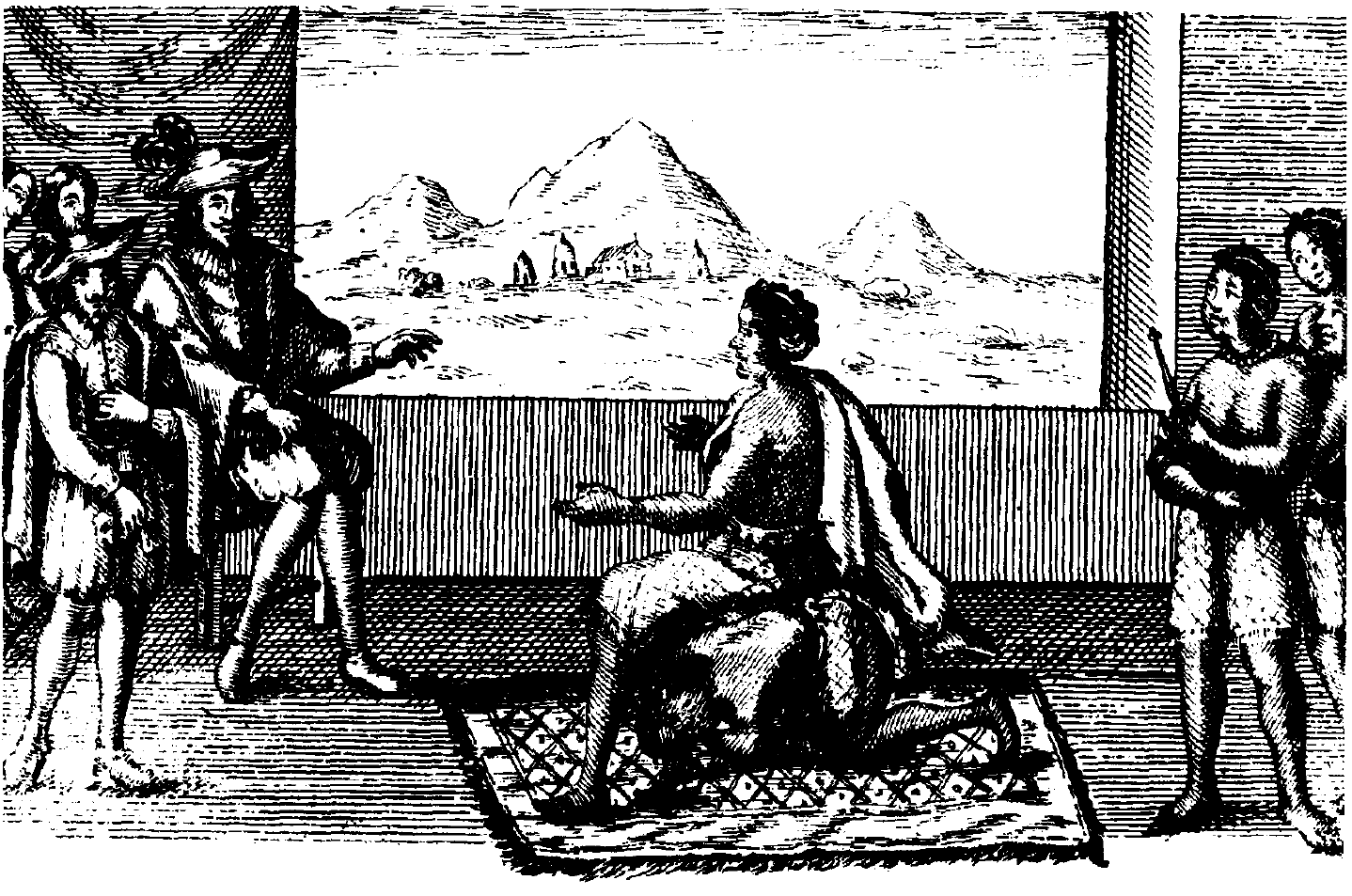
Königin Nzinga von Matamba verhandelt mit portugiesischen Kolonialherren

Die ersten Bewohner des heutigen Angola waren Khoisan, die ab dem 13. Jahrhundert weitgehend von Bantu-Volksgruppen verdrängt wurden. 1483 begann die Errichtung portugiesischer Handelsposten an der Küste, vor allem in Luanda und dessen Hinterland, ein Jahrhundert später auch in Benguela. Erst Anfang des 19. Jahrhunderts begann die systematische Eroberung und Besetzung des heutigen Territoriums, die erst Mitte der 1920er Jahre abgeschlossen war.
Von der Mitte der 1920er Jahre bis Anfang der 1960er Jahre war Angola einem klassischen Kolonialsystem unterworfen. Die Kolonialmacht Portugal wurde von 1926 bis zur Nelkenrevolution 1974 von einer Militärdiktatur regiert (bis 1932 Carmona, bis 1968 Salazar, bis 1974 Caetano).
Die wichtigste ökonomische Grundlage Angolas waren bis zum Ende der Kolonialzeit die Landwirtschaft und Viehzucht, die sowohl in Großbetrieben europäischer Siedler als auch in den Familienbetrieben der Afrikaner stattfand. Die Förderung von Diamanten war für den Kolonialstaat von zentraler Bedeutung. Eine weitere wichtige Komponente war der Handel. Zu bescheidener Industrialisierung und Entwicklung des Dienstleistungssektors kam es erst in der spätkolonialen Phase, also in den 1960er und 1970er Jahren. In den 1950er Jahren wurden auf dem Festland Erdölvorkommen geortet, in den 1960er Jahren auch im Meer vor Cabinda, doch setzte erst ganz am Ende der Kolonialzeit eine Förderung größeren Ausmaßes ein.
In den 1950er Jahren begann sich nationalistischer Widerstand zu formieren, der 1961 in einen bewaffneten Befreiungskampf mündete (1960 – im „Afrika-Jahr“ – hatten 18 Kolonien in Afrika (14 französische, zwei britische, eine belgische und eine italienische) die Unabhängigkeit von ihren Kolonialmächten erlangt; siehe auch Dekolonisation Afrikas).
Ab 1962 führte Portugal deswegen einschneidende Reformen durch und leitete eine spätkoloniale Phase ein, die in Angola eine neue Situation schuf, den Unabhängigkeitskrieg jedoch nicht zum Erliegen brachte. Der Unabhängigkeitskrieg kam abrupt zu einem Ende, als am 25. April 1974 ein Militärputsch in Portugal die Nelkenrevolution auslöste sowie die dortige Diktatur zum Einsturz brachte und das neue demokratische Regime sofort mit der Entkolonisierung begann.
Der Umsturz in Portugal löste in Angola bewaffnete Auseinandersetzungen zwischen den Befreiungsbewegungen FNLA, MPLA und UNITA aus, deren ethnische Verwurzelung im Lande unterschiedlich war. In diese Auseinandersetzungen griffen die USA, Zaire (seit 1997 Demokratische Republik Kongo) und Südafrika (noch unter dem Apartheid-Regime) auf Seiten von FNLA und UNITA ein, die Sowjetunion und Kuba auf Seiten der MPLA. Letztere behielt die Oberhand und rief 1975 in Luanda die Unabhängigkeit aus, gleichzeitig FNLA und UNITA in Huambo.
Die Gegenregierung von FNLA und UNITA löste sich zwar rasch auf, aber sofort nach der Unabhängigkeitserklärung setzte ein Bürgerkrieg zwischen den drei Bewegungen ein, aus dem die FNLA nach kurzer Zeit ausschied, während ihn die UNITA bis zum Tode ihres Anführers Jonas Savimbi im Jahre 2002 weiterführte. Gleichzeitig errichtete die MPLA ein politisch-ökonomisches Regime, das dem der damals sozialistischen Länder nachempfunden war. Bemerkenswert war die zivile Entwicklungshilfe Kubas während dieser Zeit.
Dieses Regime wurde 1990/91 während einer Unterbrechung des Bürgerkriegs zugunsten eines Mehrparteiensystems aufgegeben. Im September 1992 fanden Wahlen statt, an denen auch die UNITA teilnahm. Die MPLA erhielt 53,74 Prozent der Stimmen und 129 der 220 Parlamentssitze. Der Präsidentschaftskandidat der MPLA, José Eduardo dos Santos, erhielt 49,56 Prozent der Stimmen; gemäß der Verfassung wäre eine Stichwahl gegen Jonas Savimbi notwendig gewesen.
Daraus ergab sich eine bizarre Situation, die bis 2002 anhielt. Einerseits nahmen Vertreter der UNITA und der FNLA am Parlament und sogar der Regierung teil, andererseits kämpfte der militärische Arm der UNITA nach der Wahl weiter. Das politische System entwickelte sich zu einer autoritären Präsidialdemokratie, während im Lande Zerstörungen zum Teil erheblichen Ausmaßes vor sich gingen.
Am 22. Februar 2002 entdeckte die Armee Jonas Savimbi im Osten des Landes und erschoss ihn. Danach stellte die UNITA den Kampf sofort ein. Sie löste ihren militärischen Arm auf, der teilweise in die angolanische Armee übernommen wurde. Unter einem neuen Vorsitzenden, Isaias Samakuva, übernahm sie die Rolle einer normalen Oppositionspartei. Bei der Parlamentswahl im September 2008 erhielt die MPLA 81,64 % der Stimmen (UNITA 10,39 %, FNLA 1,11 %).
2002 begann der Wiederaufbau der zerstörten Städte, Dörfer und Infrastruktur. Dank der Erdölförderung und des zeitweise hohen Ölpreises gab es dafür genug Devisen. Die regierende Gruppe um den Präsidenten nutzte dies aber auch zur starken eigenen Bereicherung, ein Beispiel für die herrschende Kleptokratie.
Eine im Januar 2010 verabschiedete neue Verfassung hat die Stellung der MPLA und besonders des Staatspräsidenten gestärkt. Vom Typ der Regierungslehre handelt es sich um ein autoritäres Präsidialsystem. Seit 2017 ist João Lourenço Präsident und scheint teilweise mit der Korruption seines Vorgängers aufzuräumen, obwohl dieser noch Vorsitzender der Regierungspartei ist und Lourenço sein Stellvertreter. Im Dezember 2019 wurde das auf 2,2 Milliarden US-Dollar geschätzte Vermögen von Isabel dos Santos, der Tochter des alten Präsidenten, eingefroren und entzogen.

## Politik

### Politisches System

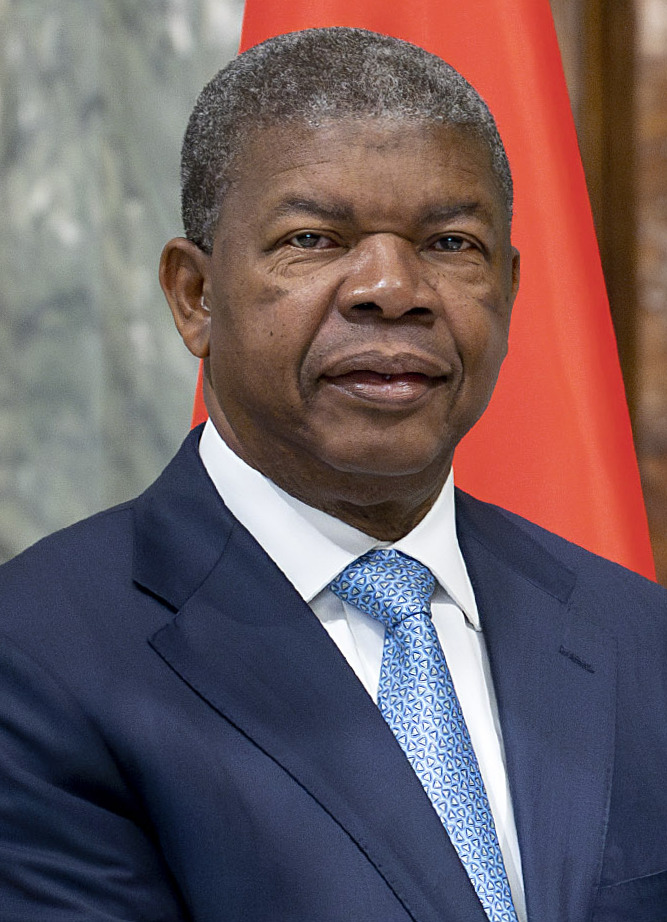
João Lourenço Präsident von Angola

Zurzeit ist die politische Macht auf die Präsidentschaft konzentriert. Die Gouverneure der 21 Provinzen werden vom Präsidenten ernannt und handeln nach seinen Vorstellungen. Das Verfassungsrecht von 1992 begründet die wesentlichen Merkmale der Regierungsstruktur und nennt die Rechte und Pflichten der Bürger. Das Rechtssystem, das auf dem portugiesischen Recht und dem Gewohnheitsrecht basiert, ist schwach und bruchstückhaft. Gerichte sind nur in zwölf von mehr als 140 Stadtverwaltungen tätig. Das oberste Gericht dient als Rechtsmittelinstanz. Ein Verfassungsgericht – mit der Fähigkeit einer unparteiischen Bewertung – wurde bis 2010 nicht ernannt, obwohl es das Gesetz vorsieht. Seit 2017 ist João Lourenço Präsident. 
Die 2010 vom Parlament angenommene Verfassung hat die autoritären Züge des politischen Systems nochmals verschärft. Die Präsidentschaftswahl wurde abgeschafft und der Vorsitzende und der stellvertretende Vorsitzende derjenigen Partei, die bei den Parlamentswahlen die meisten Stimmen erhält, sind automatisch Staatspräsident bzw. Vizepräsident. Der Staatspräsident kontrolliert über verschiedene Mechanismen sämtliche Staatsorgane, einschließlich des nunmehr geschaffenen Verfassungsgerichts; von einer Gewaltenteilung kann man infolgedessen nicht sprechen. Es handelt sich also nicht mehr um ein Präsidialsystem, wie es das etwa in den USA oder Frankreich gibt, sondern um ein System, das verfassungsrechtlich in dieselbe Kategorie fällt wie die cäsaristische Monarchie Napoleon Bonapartes, das korporative System António de Oliveira Salazars nach der portugiesischen Verfassung von 1933, die brasilianische Militärregierung nach der Verfassung von 1967/1969 sowie verschiedene autoritäre Regime im gegenwärtigen Afrika.
Der 27 Jahre andauernde Bürgerkrieg in Angola hat die politischen und gesellschaftlichen Einrichtungen des Landes stark beschädigt. Die UN vermutet, dass es in Angola 1,8 Millionen Flüchtlinge gab. Mehrere Millionen Menschen waren direkt von Kriegshandlungen betroffen. Täglich spiegelten die Lebensbedingungen im ganzen Land, besonders in Luanda (durch immense Landflucht ist die Hauptstadt auf über fünf Millionen Einwohner angewachsen), den Zusammenbruch der Verwaltungsinfrastruktur und der vielen gesellschaftlichen Einrichtungen wider. Krankenhäuser hatten oft weder Medikamente noch eine Grundausstattung, Schulen hatten keine Bücher, und Angestellte im öffentlichen Dienst besaßen keine Ausstattung, um ihrer täglichen Arbeit nachzugehen. Seit dem Ende des Bürgerkriegs im Jahre 2002 sind massive Bemühungen um Wiederaufbau unternommen worden, doch finden sich dessen Spuren überall im Lande. Die vielfältigen Probleme und Möglichkeiten des Wiederaufbaus werden in großer Ausführlichkeit beschrieben vom Angolaportugiesen José Manuel Zenha Rela.
Die zwei einflussreichsten Gewerkschaften sind:
- UNTA (União Nacional dos Trabalhadores Angolanos); Nationale Union der angolanischen Arbeiter
- CGSILA (Confederação Geral dos Sindicatos Independentes e Livres de Angola); Allgemeiner Bund der freien und unabhängigen Gewerkschaften Angolas

#### Parlament

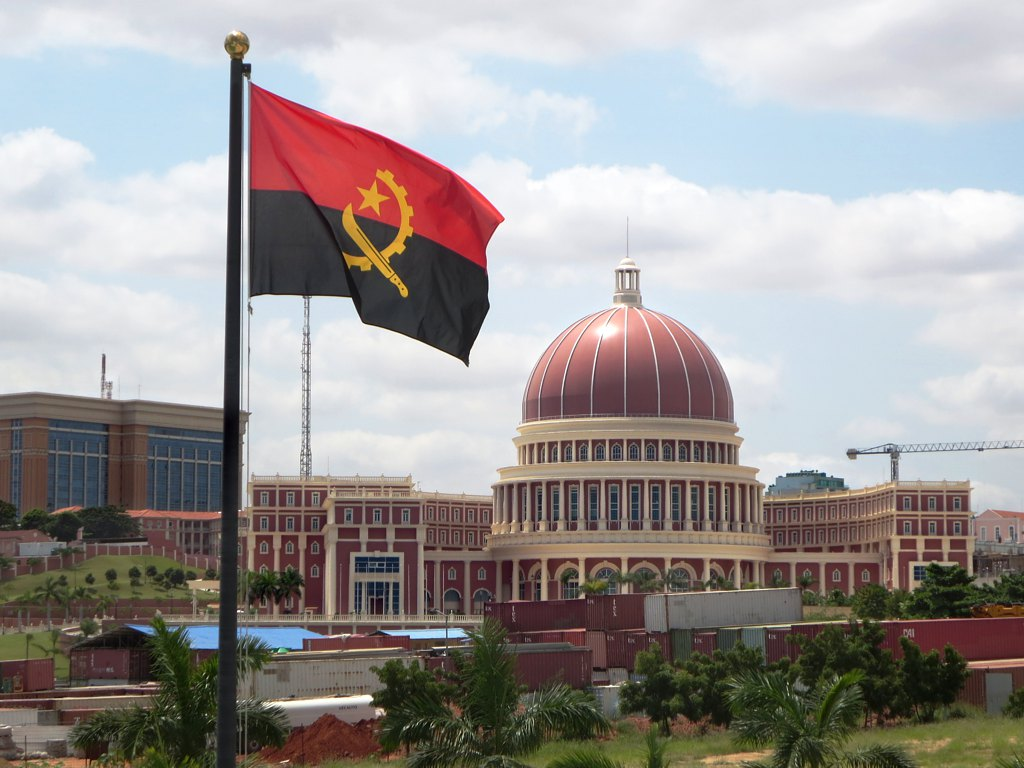
Gebäude der Nationalversammlung

Am 5. und 6. September 2008 wählten die Angolaner erstmals seit Ende des Bürgerkrieges eine neue Nationalversammlung. Die jüngsten Wahlen fanden am 24. August 2022 statt. Nachdem sich die größte Oppositionspartei UNITA mit dem Demokratischen Block (BD, Bloco Democrático) und dem Projekt PRA-JA Servir Angola im Oktober 2021 zu einem Wahlbündnis unter dem Namen „Frente Patriótica Unida“ (FPU, „Vereinte Demokratische Front“) zusammengeschlossen hatte, wurden der Opposition gute Chancen eingeräumt, erstmals die regierende MPLA abzulösen. Im Vorfeld der Wahl ging die Regierung jedoch gezielt mit Hausdurchsuchungen und Verhaftungen gegen Oppositionelle vor, die von „Hexenjagd“ und Willkür sprachen. Die Regierung warf den Oppositionsparteien vor, die Bevölkerung aufzuhetzen und machte sie für Straßenproteste und Angriffe auf MPLA-Büros verantwortlich. Nach der Wahl zweifelte die UNITA das vorläufige Wahlergebnis an und forderte eine internationale Kommission zur Überprüfung der Wahlzettel. Die Wahlkommission von Angola billigte jedoch am 29. August das endgültige Wahlergebnis, nach dem die MPLA mit rund 51 % die Mehrheit der Stimmen gewonnen habe, die UNITA erhielt demnach rund 44 %. Auch bei den umstrittenen, nachgezählten Stimmen habe die Regierungspartei die Mehrheit gewonnen. Sie erhielt allerdings eine Million Stimmen weniger als bei den Wahlen 2017.

### Politische Indizes
| Name des Index                     | Indexwert    | Weltweiter Rang | Interpretationshilfe | Jahr |
| ---------------------------------- | ------------ | --------------- | --- | ---- |
| Fragile States Index               | 85,6 von 120 | 38 von 179      | Stabilität des Landes: große Warnung 0 = sehr nachhaltig / 120 = sehr alarmierend Rang: 1 = fragilstes Land / 179 = stabilstes Land | 2024 |
| Demokratieindex                    | 4,05 von 10  | 107 von 167     | Hybridregime 0 = autoritäres Regime / 10 = vollständige Demokratie                                                                  | 2024 |
| Freedom in the World Index         | 28 von 100   | —               | Freiheitsstatus: unfrei 0 = unfrei / 100 = frei                                                                                     | 2024 |
| Rangliste der Pressefreiheit       | 52,7 von 100 | 100 von 180     | Schwierige Lage für die Pressefreiheit 100 = gute Lage / 0 = sehr ernste Lage                                                       | 2025 |
| Korruptionswahrnehmungsindex (CPI) | 32 von 100   | 121 von 181     | 0 = sehr korrupt / 100 = sehr sauber                                                                                                | 2024 |

### Menschenrechte
Nach den Nationalversammlungswahlen 2017 haben sich unter dem neuen Präsidenten João Lourenço die Meinungs-, Presse- und Versammlungsfreiheit verbessert. Die staatlichen Medien berichten freier und unabhängiger, deren Führungspersonal, das aus hohen Funktionären der Regierungspartei MPLA bestand, wurde ausgetauscht und Verträge mit Medienunternehmen, die Familienangehörigen des ehemaligen Präsidenten gehörten und als Sprachrohr der Partei agierten, wurden gekündigt. Bereits während des Wahlkampfs berichteten die Medien über die Wahlauftritte der Opposition und alle Parteien erhielten Sendezeit im staatlichen Fernsehen. Auch die Versammlungsfreiheit wurde weitgehend gewährleistet. Seit dem Amtsantritt des neuen Präsidenten gibt es keine Erkenntnisse über Verurteilungen oder Verhaftungen regierungskritischer Journalisten.
Homosexualität ist in Angola seit 2018 nicht mehr strafbar. Die Diskriminierung auf Basis der sexuellen Orientierung wurde verboten. Arbeitgeber, die sich weigern, Menschen aufgrund ihrer sexuellen Orientierung einzustellen, können mit einer Gefängnisstrafe bis zu zwei Jahren bestraft werden. Gleichgeschlechtliche Beziehungen waren in Teilen der Gesellschaft lange tabuisiert.
„Weltweit ist die Vorstellung in Umlauf, dass Angola große demokratische Fortschritte macht. In Wirklichkeit werden die Menschen mit anderen Ideen (als jene der Regierung) verfolgt und festgenommen. Das Kundgebungsrecht existiert nicht“, klagte David Mendes von der Organisation „Associação Mãos Livres“ (Vereinigung der Freien Hände). China bekomme immer mehr Einfluss in Angola. „Und jeder weiß, dass China die Menschenrechte nicht respektiert“, sagte Mendes.
Beobachter im Land schätzen die Rahmenbedingungen der Lebensumstände in Angola als potenziell gewalttätig ein. Der historische Verlauf vom gewaltorientierten Handeln der ehemaligen portugiesischen Staatsmacht im Kolonialkrieg bis zur staatlichen Unabhängigkeit im Jahre 1975, ein darauf folgender 30-jähriger Bürgerkrieg und extrem ungesicherte soziale Verhältnisse mit bewaffneten Lokalkonflikten bis in die Gegenwart hat große Teile der angolanischen Bevölkerung an Gewaltwillkür von jeglichen Seiten im Alltag gewöhnt. Im Verlauf der jüngeren Landesgeschichte wurde die Achtung des individuellen Menschenlebens beeinträchtigt und es entspricht inzwischen den Alltagserfahrungen vieler Bürger, dass nur die Ziele die Mittel rechtfertigten würden.
Aussagen in Medien, die Hinrichtungen unterstützen, zeigen, dass unter der Bevölkerung das „physische Aussterben“ mutmaßlicher oder tatsächlicher Krimineller begrüßt wird. Eine Orientierung auf rechtsstaatliche Standards ist nur schwach vorhanden, wie zum Beispiel auf das Recht auf Leben. Populistische Meinungsbildungen, ebenso von und in Behörden verbreitet, nutzen die gefühlte Angst der Bevölkerung vor Verbrechen, um die angolanischen Bürger von rechtsstaatlichen Denkweisen fernzuhalten, sich von Menschenrechten zu distanzieren oder ihre Bürgerrechte im Lebensalltag nicht einzufordern. Zu dieser Entwicklung gehen regional auftretende Vorfälle parallel einher, bei denen es zu Überfällen und Morden unter der Zivilbevölkerung kommt, auf die keine Aufklärung und keine strafrechtlichen Konsequenzen für die Täter folgen. Diese Alltagserfahrungen stehen im Widerspruch zu den politischen Proklamationen der angolanischen Regierung zugunsten von vermeintlich garantierten rechtsstaatlichen Normen im Land.

### Außenpolitik
Angola ist seit 1976 Mitglied der Vereinten Nationen, seit 1996 Mitglied der WTO und seit 2007 bei der OPEC sowie Gründungsmitglied der Südafrikanischen Entwicklungsgemeinschaft SADC, als auch bei der AU (Afrikanische Union) und der CPLP, der Gemeinschaft der Staaten portugiesischer Sprache.

### Militär
Die Streitkräfte Angolas unterhalten ein etwa 107.000 Mann starkes Militär, die Forças Armadas Angolanas (FAA). Angola gab 2020 knapp 1,7 Prozent seiner Wirtschaftsleistung oder 1,04 Mrd. US-Dollar für seine Streitkräfte aus. Die Ausgaben für Verteidigung gehören damit zu den höchsten in ganz Afrika. Es gibt drei Teilstreitkräfte: Heer, Marine sowie Luftwaffe und Luftabwehrkräfte, wovon das Heer zahlenmäßig die größte darstellt. Militärisches Gerät stammt hauptsächlich aus der ehemaligen Sowjetunion. Kleine Kontingente sind in der Republik Kongo und der Demokratischen Republik Kongo stationiert. Generalstabschef ist der General Egídio de Sousa Santos.

### Verwaltungsgliederung
Angola gliedert sich in 21 Provinzen (portugiesisch: províncias, Singular – província):
| Provinz       | Hauptstadt  | Einwohnerzahl 2020 |              | Provinz      | Hauptstadt | Einwohnerzahl 2020 | Karte |
| ------------- | ----------- | ------------------ | ------------ | ------------ | ---------- | ------------------ | ----- |
| Bengo         | Caxito      | 465.000            |              | Huíla        | Lubango    | 3.000.000          | Karte |
| Benguela      | Benguela    | 2.610.000          | Luanda       | Luanda       | 8.525.000  |                    | Karte |
| Bié           | Cuito       | 1.765.000          | Lunda Norte  | Dundo        | 1.030.000  |                    | Karte |
| Cabinda       | Cabinda     | 850.000            | Lunda Sul    | Saurimo      | 650.000    |                    | Karte |
| Cuando        | Mavinga     | –2                 | Malanje      | Malanje      | 1.175.000  |                    | Karte |
| Cuanza Norte  | N’dalatando | 525.000            | Moxico       | Luena        | –1         |                    | Karte |
| Cuanza Sul    | Sumbe       | 2.253.000          | Moxico Leste | Cazombo      | –2         |                    | Karte |
| Cubango       | Menongue    | –2                 | Namibe       | Moçâmedes    | 610.000    |                    | Karte |
| Cunene        | Ondjiva     | 1.195.000          | Uíge         | Uíge         | 1.760.000  |                    | Karte |
| Huambo        | Huambo      | 2.470.000          | Zaire        | Mbanza Kongo | 720.000    |                    | Karte |
| Icolo e Bengo | Catete      | –2                 |              |              |            |                    | Karte |

1 Die Provinz wurde zum 5. September 2024 geteilt, neue Daten wurden noch nicht veröffentlicht

2 Die Provinz entstand zum 5. September 2024, neue Daten wurden noch nicht veröffentlicht.
Diese 21 Provinzen untergliedern sich weiter in 326 Municípios, 378 Kommunen und 27.641 Örtlichkeiten (Localidades).

## Wirtschaft

### Allgemein

Entwicklung des realen Bruttoinlandsprodukts pro Kopf

Mit einem Bruttoinlandsprodukt von 110 Milliarden US-Dollar (2023) ist Angola nach Südafrika, Nigeria und Äthiopien die viertgrößte Volkswirtschaft Subsahara-Afrikas. Gleichzeitig lebt ein großer Teil der Bevölkerung in Armut.
Angolas Wirtschaft leidet unter den Folgen des jahrzehntelangen Bürgerkriegs. Dank seiner Bodenschätze – vorrangig der Ölvorkommen und Diamantenabbau – gelang dem Land jedoch während der letzten Jahre ein großer wirtschaftlicher Aufschwung. Das Wirtschaftswachstum Angolas ist im Jahr 2019 das größte in Afrika. Allerdings kommen die Einkünfte aus den Rohstoffvorkommen nicht bei dem Großteil der Bevölkerung an, sondern bei korrupten Nutznießern innerhalb der politisch und ökonomisch Herrschenden des Landes sowie einer sich langsam bildenden Mittelschicht. Der Mittelschicht gehörten 2015 nur 4,4 Millionen der damals 26 Millionen Einwohner an. Ein großer Teil der Bürger ist arbeitslos und etwa die Hälfte leben unterhalb der Armutsgrenze, wobei es drastische Unterschiede zwischen Stadt und Land gibt. Eine Erhebung des Instituto Nacional de Estatística von 2008 kommt zu dem Ergebnis, dass auf dem Lande rund 58 % als arm zu betrachten waren, in den Städten jedoch nur 19 %, insgesamt 37 %.
In den Städten, in denen sich inzwischen mehr als 50 % der Angolaner zusammenballen, ist die Mehrheit der Familien auf Überlebensstrategien angewiesen. Dort wird auch die soziale Ungleichheit am deutlichsten greifbar, insbesondere in Luanda. Das Entwicklungsprogramm der Vereinten Nationen zählt Angola zu den Ländern mit mittlerer menschlicher Entwicklung.
Die Arbeitslosigkeit liegt landesweit bei 24,2 %, wobei es kaum Unterschiede zwischen Männern und Frauen gibt. Große Unterschiede sind jedoch zwischen den Provinzen zu verzeichnen. Während die Arbeitslosigkeit in Lunda Sul (43 %), Lunda Norte (39 %), Luanda (33 %) und Cabinda (31 %) am höchsten ist, liegt sie in Namibe und Huíla (17 %), Malanje (16 %), Cuanza Sul und Benguela (13 %) am niedrigsten.

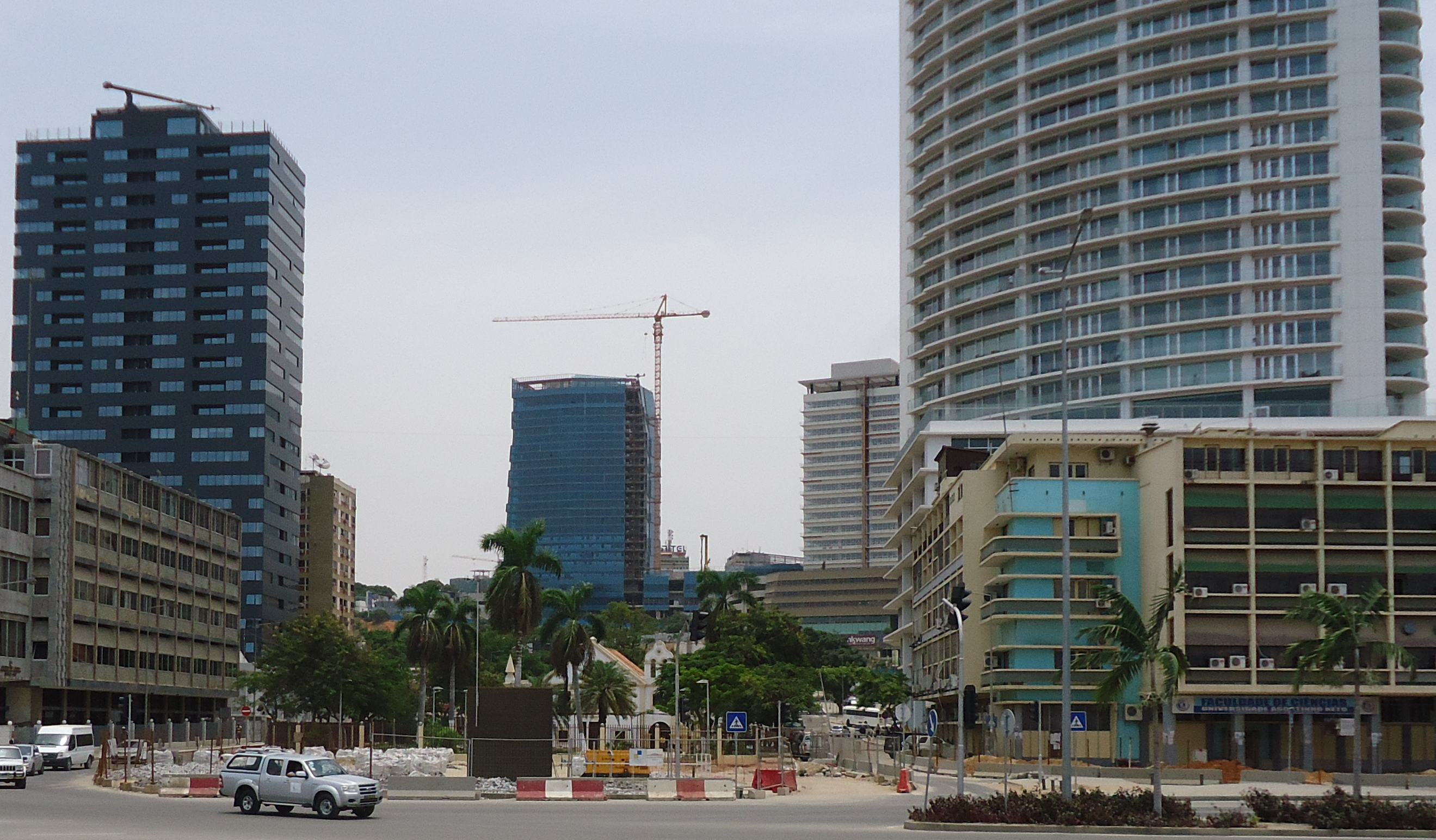
Neubauten in Luanda

Die wichtigsten Handelspartner für den Export von Gütern und Rohstoffen sind die USA, China, Frankreich, Belgien und Spanien. Importpartner sind überwiegend Portugal, Südafrika, USA, Frankreich und Brasilien. 2009 entwickelte sich Angola für Portugal zum größten Exportmarkt außerhalb Europas, und rund 24.000 Portugiesen übersiedelten in den letzten Jahren nach Angola, suchten dort Beschäftigung oder gründeten Unternehmen. Erheblich wichtiger ist jedoch die Präsenz Chinas in Form einer ganzen Reihe großer Unternehmen. Nach dem Ende des Bürgerkriegs 2002 ersuchte Angola bei China einen Kredit von 60 Milliarden US-Dollar für Infrastrukturmaßnahmen wie Eisenbahn-, Straßen-, Wohnungs- und Krankenhausbau. Er soll mit Erdöllieferungen zurückgezahlt werden. Die von den chinesischen Firmen – einschließlich chinesischer Arbeitskräfte – ausgeführten Projekte sind jedoch von sehr schlechter Qualität. Neu gebaute Straßen und Eisenbahnstrecken müssen alle zwei Jahre repariert werden, die Wohnungen weisen nach wenigen Jahren Risse und Wasserinfiltrationen auf, das von den Chinesen 2006 fertiggestellte städtische Krankenhaus Hospital Geral de Luanda musste schon sechs Jahre nach der Einweihung abgerissen und 2015 neu eröffnet werden.
Von grundlegender Bedeutung für die Bevölkerung Angolas ist die Schattenwirtschaft, die sich schon während der „sozialistischen“ Phase entwickelte und in der Phase der Liberalisierung exponentiell angewachsen ist und die zurückzudrängen sich die Regierung gegenwärtig bemüht.
Lange Zeit war Angola abhängig von seinen Erdölexporten. Fast alles wird importiert, sogar Mineralwasser, obwohl das Land über unzählige Wasserquellen verfügt. Der Verfall des Ölpreises drückte empfindlich auf den Staatshaushalt des südwestafrikanischen Landes. Seit einigen Jahren bemüht es sich, seine Wirtschaft zu diversifizieren – weg allein vom Erdöl. Dafür ist der Ausbau der Infrastruktur nötig, die Modernisierung der Energieversorgung und bessere Bedingungen für private Investoren.
Im Global Competitiveness Index, der die Wettbewerbsfähigkeit eines Landes misst, belegt Angola Platz 137 von 140 Ländern (Stand 2018). Außerhalb der Ölförderung ist die Leistungsfähigkeit der einheimischen Industrie sehr schwach. Der Staat nimmt großen Einfluss auf das wirtschaftliche Geschehen. Gleichzeitig ist Korruption im staatlichen Sektor sehr ausgeprägt. Der Index für wirtschaftliche Freiheit 2024 des Landes war der 118 höchste von 176 Ländern.
| Jahr                                    | 2010   | 2015  | 2016   | 2017   | 2018   | 2019   | 2020   | 2021   | 2022   | 2023   |
| --------------------------------------- | ------ | ----- | ------ | ------ | ------ | ------ | ------ | ------ | ------ | ------ |
| BIP in Mrd. USD (Kaufkraftparität)      | 177,8  | 240,0 | 238,2  | 242,1  | 259,1  | 277,6  | 261,8  | 306,0  | 341,7  | 357,6  |
| BIP pro Kopf in USD (Kaufkraftparität)  | 7.611  | 8.532 | 8.169  | 8.014  | 8.285  | 8.579  | 7.833  | 8.870  | 9.568  | 9.674  |
| BIP-Wachstum (real)                     | 5,3 %  | 0,8 % | −1,7 % | −0,1 % | −0,6 % | −0,2 % | −4,0 % | 2,1 %  | 4,2 %  | 1,0 %  |
| Inflation (in Prozent)                  | 14,5 % | 9,2 % | 30,7 % | 29,8 % | 19,6 % | 17,1 % | 22,3 % | 25,8 % | 21,4 % | 13,6 % |
| Staatsverschuldung (in Prozent des BIP) | 33 %   | 50 %  | 67 %   | 60 %   | 83 %   | 101 %  | 119 %  | 74 %   | 56 %   | 74 %   |

#### Fischfabrik
In ihre Fischfabrik von Solmar investierte Elizabete Dias Dos Santos 25 Millionen US-Dollar. Die Verarbeitungsanlage eröffnete im Herbst 2016. Diese Art von Fließbandproduktion ist in dem Sektor einzigartig in Angola. 120 Menschen arbeiten in der Fabrik. Daneben profitieren die Zulieferer, denn mehr als 50.000 Menschen leben vom traditionellen Fischfang in Angola. 40 % der Ankäufe erfolgt bei den Kleinfischern. Um private Investoren zu gewinnen, hatte die angolanische Regierung die Bedingungen für einheimische und ausländische Unternehmen verbessert durch unter anderem Steuervergünstigungen, Hilfe bei der Finanzierung und vereinfachte Verfahren zur Firmengründung.

#### Stahlwerk
Bei Aceria de Angola, nördlich der Hauptstadt Luanda, ging 2015 ein Stahlwerk mit einer Kapazität von 500.000 Tonnen pro Jahr in Betrieb. 350 Millionen Dollar wurden investiert. Das Werk hat mehr als 500 Arbeitsplätze und bietet vielen Menschen eine Ausbildung. In dem Werk wird vornehmlich Schrott recycelt und daraus Baustahl für Betonbauten hergestellt. Ziel des libanesisch-senegalesischen Betreibers Georges Fayez Choucair ist es, zu exportieren. Daher ist die Kapazität des Werkes doppelt so hoch wie der angolanische Bedarf.
Mit dem Werk wurde auch die Region elektrifiziert und die Wasserversorgung erschlossen. Es musste eigens eine Hochspannungsleitung hierher gelegt werden. Die Arbeitslosigkeit in der Region sank von circa siebzig auf etwa zwanzig Prozent. Fayez Choucair ist überzeugt: „Man kann nicht in einem neuen Land investieren, in einer völlig neuen Bevölkerung und ankommen und sich einnisten nach dem Motto ‚ich bin reich‘ – nein! Man muss heute die Bevölkerung für sich gewinnen, das ist kein Projekt eines Einzelnen, sondern ein Gemeinschaftsprojekt!“

### Privatisierungsprogramm
Ende 2018 wurde mit dem Präsidialdekret Nº141/18 die Privatisierungsbehörde IGAPE (Institito de Gestão de Activos e Participação do Estado) gegründet, mit der die Regierung 195 staatliche Unternehmen komplett oder teilweise privatisieren will, um den Privatsektor zu stärken und somit das Wachstum des Landes zu fördern. Das Programm umfasst die wichtigsten Wirtschaftszweige wie den Energiesektor (Sonangol), Telekommunikation und IT, den Finanzbereich (Bankwesen (BAI), Versicherungen (ENSA), Kapitalfonds), den Transportsektor (TAAG), den Tourismus sowie das verarbeitende Gewerbe einschließlich der Nahrungsmittelverarbeitung und der Landwirtschaft. Die meisten Unternehmen sollen 2020 verkauft werden.

### Elektrizitätsversorgung
Für die Geschichte der Stromversorgung in Angola siehe PRODEL#Geschichte
Im Jahre 2011 lag Angola bezüglich der jährlichen Erzeugung mit 5,512 Mrd. kWh an Stelle 119 und bzgl. der installierten Leistung mit 1.657 MW an Stelle 114 in der Welt. 2014 betrug die installierte Leistung 1.848 MW, davon 888 MW in Wärmekraftwerken und 960 MW in Wasserkraftwerken.
Bis 2014 waren nur 30 bis 40 % der Bevölkerung an das Stromnetz angeschlossen. Daher begann die Regierung mit der Planung erheblicher Investitionen (23,4 Mrd. US-Dollar bis 2017) im Bereich der Stromversorgung. Dies beinhaltet den Bau neuer Kraftwerke, Investitionen in die Übertragungsnetze sowie die ländliche Elektrifizierung. Es sollen eine Reihe von Wasserkraftwerken an Cuanza und Kunene errichtet werden, um das Wasserkraftpotenzial (geschätzt 18.000 MW) auszuschöpfen. Das Wasserkraftpotenzial des Kunene war schon in der Vergangenheit eine Basis für Projekte und Teilinvestitionen umfangreicher und nie komplett verwirklichter Planungen, die im Rahmen des ehemaligen Cunene-Projektes zwischen Südafrika und Angola bzw. Portugal entstanden. Die Talsperre Laúca mit einer geplanten Leistung von 2.070 MW wird zurzeit errichtet. Sie soll voraussichtlich im Juli 2017 in Betrieb gehen.
Gegenwärtig (Stand April 2015) gibt es in Angola kein nationales Verbundnetz, sondern es existieren drei voneinander unabhängige regionale Netze für den Norden, das Zentrum und den Süden des Landes sowie weitere isolierte Insellösungen. Dadurch können die Überschüsse aus dem nördlichen Netz nicht in die übrigen Netze eingespeist werden. Das bei weitem wichtigste Netz ist das nördliche, das auch die Hauptstadt Luanda umfasst. Nach Fertigstellung der Talsperre Laúca sollen auch die drei Stromnetze miteinander verbunden werden.
Die Stromversorgung ist im ganzen Land unzuverlässig und verbunden mit regelmäßigen Stromausfällen, die durch den Betrieb teurer Generatoren kompensiert werden müssen. Der Preis je kWh liegt bei 3 AOA (ca. 2,5 €-cent), wird jedoch erheblich subventioniert und ist nicht kostendeckend.
Seit der Neugründung des staatlichen Stromversorgers PRODEL 2014 unternimmt Angola verstärkte Anstrengungen zur Verbesserung der Stromversorgung. So werden Kapazitäten ausgebaut, das Stromnetz verbessert und Infrastrukturprojekte mit Namibia angegangen (s. o.). Angola ist im Southern African Power Pool integriert, dem gemeinsamen Strommarkt des Südlichen Afrikas.

### Regionale Disparitäten

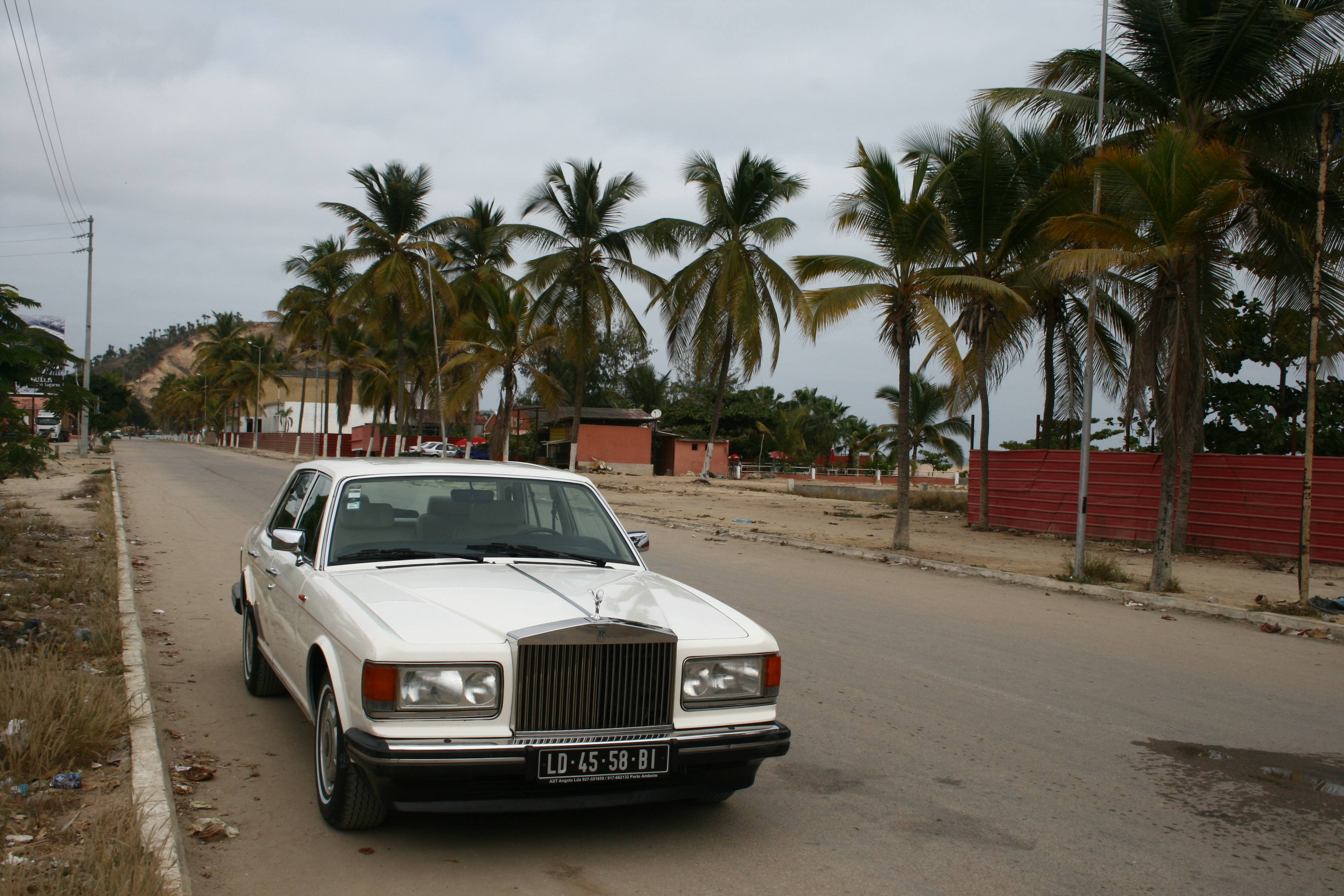
Straßenszene in Porto Amboim, Mai 2010

Ein strukturelles Problem der angolanischen Wirtschaft sind die extremen Unterschiede zwischen den verschiedenen Regionen, die zum Teil auf den langanhaltenden Bürgerkrieg zurückzuführen sind. Rund ein Drittel der wirtschaftlichen Tätigkeit konzentriert sich auf Luanda und die angrenzende Provinz Bengo, die immer stärker zum Expansionsraum der Hauptstadt wird. Auf der anderen Seite herrscht in verschiedenen Regionen des Binnenlandes Stillstand oder gar Rückschritt. Mindestens ebenso gravierend wie die soziale Ungleichheit sind die deutlichen wirtschaftlichen Unterschiede zwischen den Regionen. 2007 konzentrierten sich in Luanda 75,1 % aller geschäftlichen Transaktionen und 64,3 % der Arbeitsplätze in (öffentlichen oder privaten) Wirtschaftsunternehmen. 2010 waren 77 % aller Unternehmen in Luanda, Benguela, Cabinda, der Provinz Kwanza Sul und Namibe angesiedelt. Das BIP pro Kopf war 2007 in Luanda samt angrenzender Provinz Bengo auf rund 8000 US-Dollar angewachsen, während es im westlichen Mittelangola dank Benguela und Lobito etwas unter 2000 US-Dollar lag, im übrigen Land jedoch deutlich unter 1000 US-Dollar. Die Tendenz zur Ballung der Wirtschaft im Küstenstreifen, insbesondere im „Wasserkopf“ Luanda/Bengo, hat seit dem Ende des Bürgerkriegs nicht etwa abgenommen, sondern sich fortgesetzt und bringt eine „Entleerung“ eines großen Teils des Binnenlandes mit sich. Die globalen Wachstumszahlen täuschen also darüber hinweg, dass die Wirtschaft Angolas unter extremen Ungleichgewichten leidet.

### Korruption
Eines der am stärksten ausgeprägten Merkmale des heutigen Angola ist eine allgegenwärtige Korruption. In den ersten fünf Jahren des 21. Jahrhunderts wurde geschätzt, dass Öleinnahmen im Wert von vier Milliarden US-Dollar oder 10 % des damaligen Bruttoinlandsprodukts durch Korruption versickerten.
Seit Jahren steht der Kampf gegen die Korruption im Regierungsprogramm, doch nur ganz selten ist nachzuweisen, dass diese Absichtserklärung in die Tat umgesetzt wird. Eine aufsehenerregende Ausnahme war Ende 2010 die Entlassung von zehn Abteilungsleitern und fast 100 Beamten der Fremden- und Grenzpolizei SME (Serviço de Migrações e Estrangeiros), die nicht nur für die Grenzkontrolle, sondern auch für die Erteilung von Einreise-, Aufenthalts- und Ausreisegenehmigungen zuständig ist.
Der neue Staatspräsident João Lourenço geht offenbar entschieden gegen Korruption und Vetternwirtschaft vor. Bereits im ersten Amtsjahr ersetzte er mehrere Provinz-Gouverneure, Minister, hohe Beamte und Verwalter von Staatsbetrieben, wie beispielsweise die Leiterin des staatlichen Ölkonzerns Sonangol, Isabel dos Santos, Tochter des vorangegangenen Staatspräsidenten oder den Aufsichtsratsvorsitzenden des staatlichen Öl-Fonds mit einem Wert von 5 Milliarden US-Dollar, José Filomeno dos Santos, Sohn des Vorgängers. José dos Santos wurde im September 2018 verhaftet und steht unter Verdacht, 500 Mio. US-Dollar des Staatsfonds illegal ins Ausland überwiesen zu haben. Er wurde im März 2019 aus der Untersuchungshaft entlassen und wartete seitdem zu Hause auf seinen Prozess, der am 9. Dezember 2019 in Luanda begann.

### Wirtschaftszweige

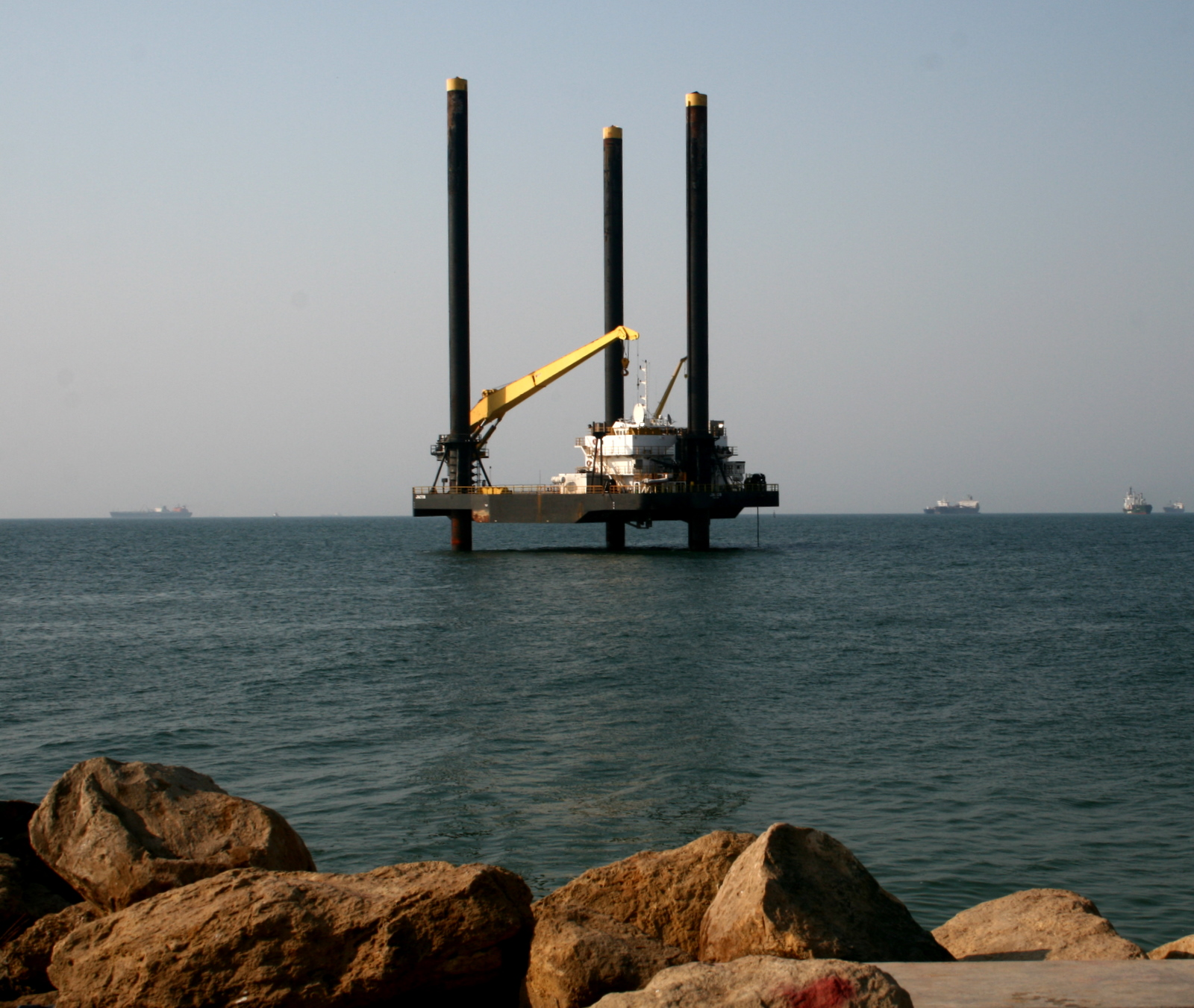
Erdölplattform vor Luanda

- Bergbau: Angola besitzt reiche Erdöl-Offshore-Vorkommen und Diamantminen im Nordosten des Landes sowie weitere Mineralvorkommen im Land. Die Bodenschätze machen Angola zu einem der reichsten Länder Afrikas. Angola verkauft jährlich Rohdiamanten im Wert von rund einer Milliarde Euro. Die Edelsteine sollen ab 2019 auch im Land selbst bearbeitet werden, um den Verkaufserlös zu steigern.[137][138] Der Großteil der angolanischen Wirtschaft lebt jedoch vom Öl und seinen Produkten. Das Land war im Jahr 2016 mit einer Fördermenge von 87,9 Millionen Tonnen nach Nigeria Afrikas zweitgrößter Erdölproduzent und -exporteur (siehe Erdöl/Tabellen und Grafiken). Die Erlöse aus der Erdölförderung machen nach Angaben der OPEC etwa 95 % der Exporte und 45 % des Bruttoinlandsproduktes Angolas aus.[139] Wichtigster Abnehmer von Erdöl ist die Volksrepublik China, die die Vereinigten Staaten als Haupthandelspartner abgelöst hat. Zum 1. Januar 2007 wurde Angola als 12. Mitglied der OPEC aufgenommen, nimmt an dem Quotaregime allerdings erst seit März 2007 teil.[140] 1975 wurden zusätzlich Uranvorkommen an der Grenze zu Namibia entdeckt. Im April 2019 wurden in der Provinz Huambo Vorkommen von rund 23 Milliarden Tonnen mineralischer Rohstoffe mit wirtschaftlich interessanten Gehalten an Seltenerdmetallen entdeckt, die ab 2020 abgebaut werden sollen.[141]
- Landwirtschaft: Etwa 85 % der arbeitenden Bevölkerung sind in der Landwirtschaft tätig. Das wichtigste Agrarprodukt für den Export ist Kaffee, gefolgt von Zuckerrohr. Weitere wichtige Ausfuhrgüter sind Mais und Kokosöl. Die Produktion von Kartoffeln, Reis und Kakao ist ebenfalls erwähnenswert. Die Zucht von Rindern und Ziegen ist relativ weit verbreitet. Insgesamt leidet die Landwirtschaft immer noch schwer unter den Folgen des Bürgerkrieges. Wegen der Gefahr durch übriggebliebene Landminen weigern sich viele Bauern, ihre Felder zu bewirtschaften. So reicht die agrarische Produktion nicht aus, um den eigenen Bedarf zu decken, und das Land ist auf den Import von Lebensmitteln angewiesen. Die Landwirtschaft befindet sich in einem leichten Aufschwung.
- Industrie: Die Industrie des Landes ist kaum entwickelt und litt unter dem Bürgerkrieg. Der tragende Industriezweig Angolas ist die Verarbeitung der landwirtschaftlichen Erzeugnisse, vorrangig Getreide, Fleisch, Baumwolle, Tabak und Zucker; zusammen mit der Raffinierung von Erdöl. Wichtige Produkte sind weiterhin Dünger, Zellulose, Klebstoffe, Glas und Stahl.

#### Finanzwirtschaft
Die einzige Wertpapierbörse des Landes ist die Bolsa de Dívida e Valores de Angola (BODIVA), welche seit 2014 in Betrieb ist. Außerdem investiert der Staat Angola über seinen Staatsfonds, den Fundo Soberano de Angola um das Vermögen der Bevölkerung langfristig zu sichern und zu vermehren.

### Außenhandel und Auslandsinvestitionen
| Entwicklung des Außenhandels                                 | Entwicklung des Außenhandels                                 | Entwicklung des Außenhandels                                 | Entwicklung des Außenhandels                                 | Entwicklung des Außenhandels                                 | Entwicklung des Außenhandels                                 | Entwicklung des Außenhandels                                 |
| in Mrd. US$ und seine Veränderung gegenüber dem Vorjahr in % | in Mrd. US$ und seine Veränderung gegenüber dem Vorjahr in % | in Mrd. US$ und seine Veränderung gegenüber dem Vorjahr in % | in Mrd. US$ und seine Veränderung gegenüber dem Vorjahr in % | in Mrd. US$ und seine Veränderung gegenüber dem Vorjahr in % | in Mrd. US$ und seine Veränderung gegenüber dem Vorjahr in % | in Mrd. US$ und seine Veränderung gegenüber dem Vorjahr in % |
| ------------------------------------------------------------ | ------------------------------------------------------------ | ------------------------------------------------------------ | ------------------------------------------------------------ | ------------------------------------------------------------ | ------------------------------------------------------------ | ------------------------------------------------------------ |
|                                                              | 2019                                                         | 2019                                                         | 2020                                                         | 2020                                                         | 2021                                                         | 2021                                                         |
|                                                              | Mrd. US$                                                     | % gg. Vj.                                                    | Mrd. US$                                                     | % gg. Vj.                                                    | Mrd. US$                                                     | % gg. Vj.                                                    |
| Einfuhr                                                      | 14,2                                                         | −13,1                                                        | 9,3                                                          | −34,0                                                        | 11,4                                                         | 21,6                                                         |
| Ausfuhr                                                      | 34,8                                                         | −17,2                                                        | 21,0                                                         | −39,6                                                        | 33,7                                                         | 60,4                                                         |
| Saldo                                                        | 20,6                                                         |                                                              | 11,7                                                         |                                                              | 22,3                                                         |                                                              |
| Quelle: GTAI                                                 |                                                              |                                                              |                                                              |                                                              |                                                              |                                                              |

Seit Ende des Bürgerkriegs steigen die privaten Investitionen von Angolanern im Ausland ständig an. Dies hängt damit zusammen, dass sich im Lande die Akkumulation auf eine kleine gesellschaftliche Gruppe konzentriert und dieser daran gelegen ist, ihren Besitz aus Gründen der Sicherheit und der Profitmaximierung zu streuen. Bevorzugtes Anlageziel ist Portugal, wo angolanische Anleger (einschließlich der Familie des Staatspräsidenten) in Banken und Energieunternehmen, in der Telekommunikation und in der Presse präsent sind, aber auch z. B. Weingüter und Tourismusobjekte aufkaufen.

### Staatshaushalt
Der Staatshaushalt umfasste 2016 Ausgaben von umgerechnet 33,50 Milliarden US-Dollar, dem standen Einnahmen von umgerechnet 27,27 Milliarden US-Dollar gegenüber. Daraus ergibt sich ein Haushaltsdefizit in Höhe von 6,5 % des BIP.
Angolas Schulden beliefen sich im Dezember 2011 auf insgesamt 31,4 Milliarden Dollar. Nahezu die Hälfte davon, ca. 17,8 Milliarden, waren nach Aussage von Finanzminister Carlos Alberto Lopes Auslandsschulden. Hauptgläubiger der angolanischen Regierung waren China mit 5,6 Milliarden, Brasilien mit 1,8 Milliarden, Portugal mit 1,4 Milliarden und Spanien mit 1,2 Milliarden. Die Inlandsschulden in Höhe von 13,6 Milliarden Dollar resultieren hauptsächlich aus Anleihen und Schatzanweisungen zur Unterstützung der laufenden staatlichen Investitions-Programme.
2006 betrug der Anteil der Staatsausgaben (in % des BIP) folgender Bereiche:
- Gesundheit:[145] 2,6 %
- Bildung:[125] 2,4 % (2005)
- Militär:[125] 5,7 %

Im Oktober 2019 wurde eine Mehrwertsteuer (IVA) von 14 % eingeführt, um den Staatshaushalt unabhängiger von den Erdölexporten zu machen. Zuvor gab es nur eine Konsumsteuer (IC) von 10 %, die damit abgeschafft wurde. Die berechneten Mehreinnahmen für 2020 durch die IVA betragen 432,4 Milliarden Kwanzas, die berechneten Staatseinnahmen für 2020 ohne den Erdölsektor betragen 712,3 Milliarden Kwanzas.
Der Staatshaushalt für das Jahr 2020 beträgt 15,9 Billionen Kwanzas (27 Milliarden Euro). Dabei geht die Regierung von einem mittleren Erdölpreis von 55 US-Dollar/Barrel, einer Inflationsrate von 24 % und einem realen Wirtschaftswachstum von 1,8 % aus. Die Sozialausgaben betragen 40,7 % der Gesamtausgaben. Dazu zählt auch der Umweltschutz, dessen Ausgaben im Vergleich zum Vorjahr um 180 % erhöht wurden.

## Infrastruktur

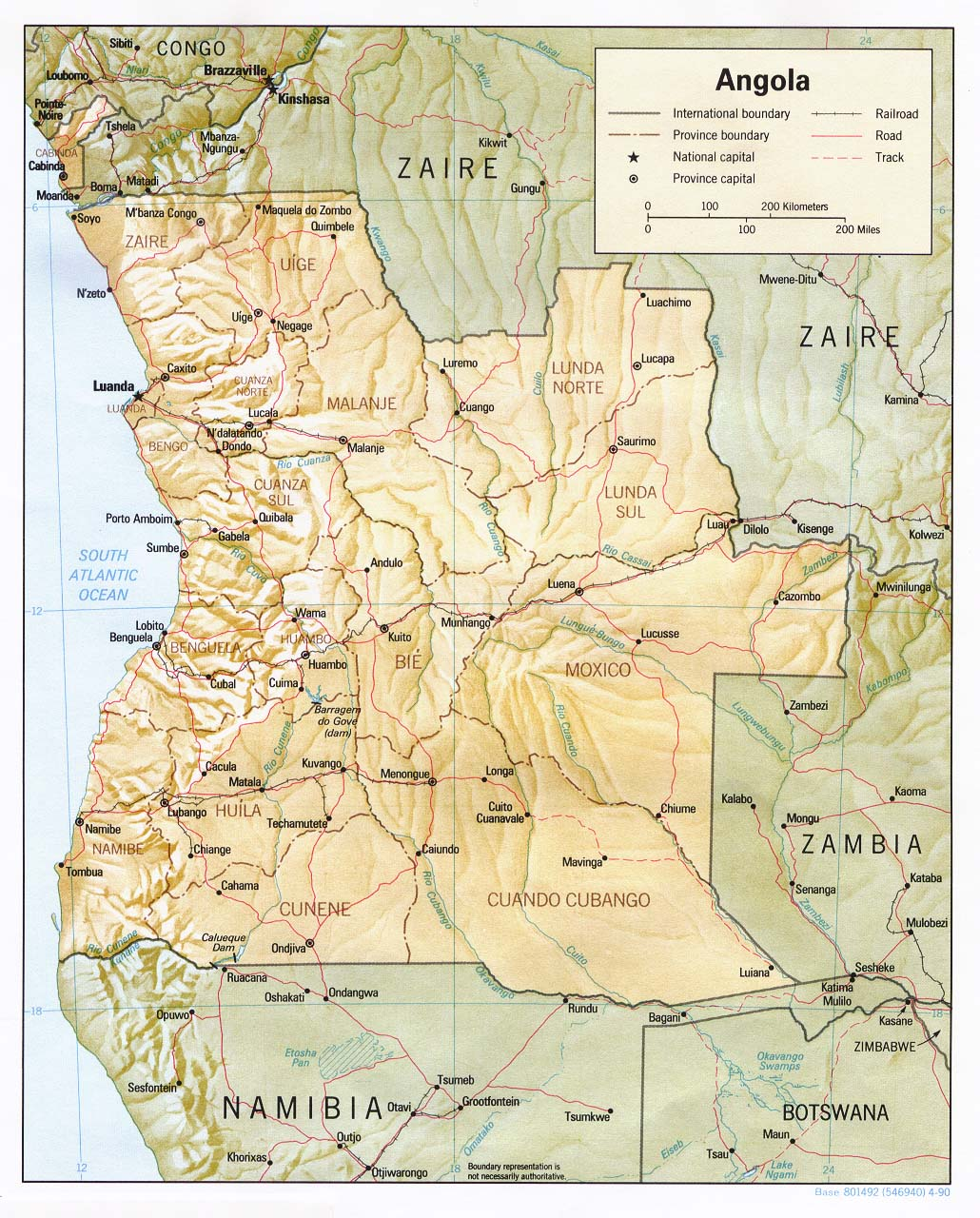
Angola mit Straßen- und Schienennetz

### Verkehr
Schienenverkehr
Der Schienenverkehr in Angola ist auf die Häfen ausgerichtet. Er wird auf drei Netzen betrieben, die nicht verbunden sind. Eine weitere, nicht mit den drei Netzen verbundene Strecke wurde inzwischen eingestellt. Es finden sowohl Güter- als auch Personenverkehr statt. Die gesamte Streckenlänge beträgt 2764 Kilometer, davon 2641 Kilometer in der im südlichen Afrika üblichen Kapspur und 123 Kilometer in 600-Millimeter-Spur (Stand 2010). Alleiniger Betreiber ist die staatliche Gesellschaft Caminhos de Ferro de Angola (CFA).
Fernbusverkehr
Es gibt Fernverkehrsbusse der Unternehmen Macon und Grupo SGO, die Luanda mit den größten Städten des Landes verbinden. Macon bietet internationale Verbindungen nach Windhoek und Kinshasa an.
Flugverkehr
In Angola verfügen 10 Fluggesellschaften über die Lizenz für Inlandsflüge: Aerojet, Air Guicango, Air Jet, Air 26, Bestfly, Heliang, Heli Malongo, SJL, Sonair und TAAG. Sonair besitzt mit sechs Flugzeugen die größte Flotte für den Binnenmarkt. Die Flughäfen mit den meisten Passagieren im Jahr 2016 waren: Luanda, Cabinda, Soyo, Catumbela und Lubango. TAAG ist die internationale Fluglinie von Angola. Der bisherige Flughafen von Luanda, Aeroporto Internacional Quatro de Fevereiro, soll durch den neuen António Agostinho Neto International Airport schrittweise abgelöst werden.
Seeverkehr
Es bestehen Katamaranverbindungen für Passagiere vom Zentrum Luandas in die Vororte Benfica, Samba, Corimba, Cacuaco und Panguila sowie eine Schnellfährverbindung für den Personen-, Fahrzeug- und Gütertransport von Luanda nach Cabinda, die vom staatlichen Instituto Marítimo e Portuário de Angola durchgeführt werden. Geplant sind weitere Schiffsverbindungen nach Lobito, Namibe und Porto Amboim.

### Telekommunikation
In Angola gibt es 14 Millionen Benutzer von Mobiltelefonen, das entspricht 46 % der Bevölkerung. Der Markt wird unter den beiden Unternehmen Unitel (82 %) und Movicel (18 %) aufgeteilt. Über einen Internetzugang verfügen 20 % der Einwohner, auch hier sind die beiden Marktführer Unitel (87 %) und Movicel (12 %). Das Telefonfestnetz wird nur von 0,6 % der Einwohner genutzt. Dieser Markt wird von der Angola Telecom (58 %) angeführt, gefolgt von MsTelecom (21 %), TV Cabo (19 %) und Startel (2 %). Das Fernsehen wird nur von 7 % der Bevölkerung genutzt, der Marktführer ist in diesem Segment das Unternehmen ZAP (69 %), gefolgt von DStv (28 %) und TV Cabo (3 %).
Am 26. Dezember 2017 wurde AngoSat-1, der erste angolanische Kommunikationssatellit, vom russischen Raketenstartplatz Baikonur in eine geostationäre Umlaufbahn gebracht. Die geplante Orbitalposition konnte jedoch nicht erreicht werden und er wurde einige Monate später aufgegeben.
Am 26. September 2018 nahm das South Atlantic Cable System, ein 6165 km langes Seekabel, das Angola mit Brasilien in 63 Millisekunden verbindet, den Betrieb auf. Es ermöglicht auch die Verbindung Luanda – Miami (über Fortaleza) in 128 Millisekunden.

## Kultur

### Musik
In der Musik verfügt Angola über eine reiche Vielfalt an regionalen Stilen. Die Musik hat über die von dort deportierten Sklaven großen Einfluss auf die afroamerikanische Musik, vor allem auf die brasilianische Musik genommen. Aber auch kontemporäre angolanische Popmusik wird in den anderen portugiesischsprachigen Ländern gehört. Kizomba und Kuduro sind Musik- und Tanzstile, die sich von Angola aus in der Welt verbreitet haben. Andersherum ist im modernen Musikleben und der Jugendkultur Luandas ein zunehmender Einfluss aus den US-amerikanischen und brasilianischen Musikmärkten zu spüren.
Zu den bekanntesten Pop-Musikern zählen Waldemar Bastos, Paulo Flores, Bonga, Vum Vum Kamusasadi, Maria de Lourdes Pereira dos Santos Van-Dúnem, Ana Maria Mascarenhas, Mario Gama, Pérola, Yola Semedo, Anselmo Ralph und Ariovalda Eulália Gabriel.

### Medien
Die Nichtregierungsorganisation Reporter ohne Grenzen sieht in Angola erkennbare Probleme für die Pressefreiheit.
Fernsehen
Televisão Pública de Angola (angolanisch, staatlich), TV Zimbo (angolanisch, privat), AngoTV (angolanisch, privat), Rádio Televisão Portuguesa (portugiesisch, öffentlich-rechtlich), Rádio Televisão Portuguesa Internacional (portugiesisch, öffentlich-rechtlich), Televisão Comercial de Angola (angolanisch, staatlich), ZON Multimédia (privat), TV Record (brasilianisch, privat) TV Globo (brasilianisch, privat), Televisão de Moçambique (TVM) (mosambikanisch, staatlich)
Radio
RNA (Rádio Nacional de Angola) (staatlich), Rádio LAC (Luanda Antena Comercial), Rádio Ecclesia (katholischer Radiosender), Rádio Cinco (Sportradio), Rádio Despertar (der UNITA nahestehend), Rádio Mais (privat), TSF (portugiesisches Radio), Rádio Holanda (auf Portugiesisch)
Internet
Im Jahr 2022 nutzten 39 Prozent der Einwohner Angolas das Internet.
Zeitungen
Jornal de Angola (staatlich)
Wochenzeitungen (alle privat): Semanário Angolense, O País, A Capital, Folha 8, Agora, Angolense, Actual, Independente, Cara, Novo Jornal, O Apostolado (kirchlich), Gazeta de Luanda
Wirtschaftswochenzeitungen: Jornal de Economia & Finanças (staatlich), Semanário Económico (privat), Expansão (privat)
Zeitschriften
Rumo (Wirtschaftszeitschrift, privat)
Nachrichtenagenturen
Agência Angola Press (ANGOP; staatlich)

### Sport
Fußball

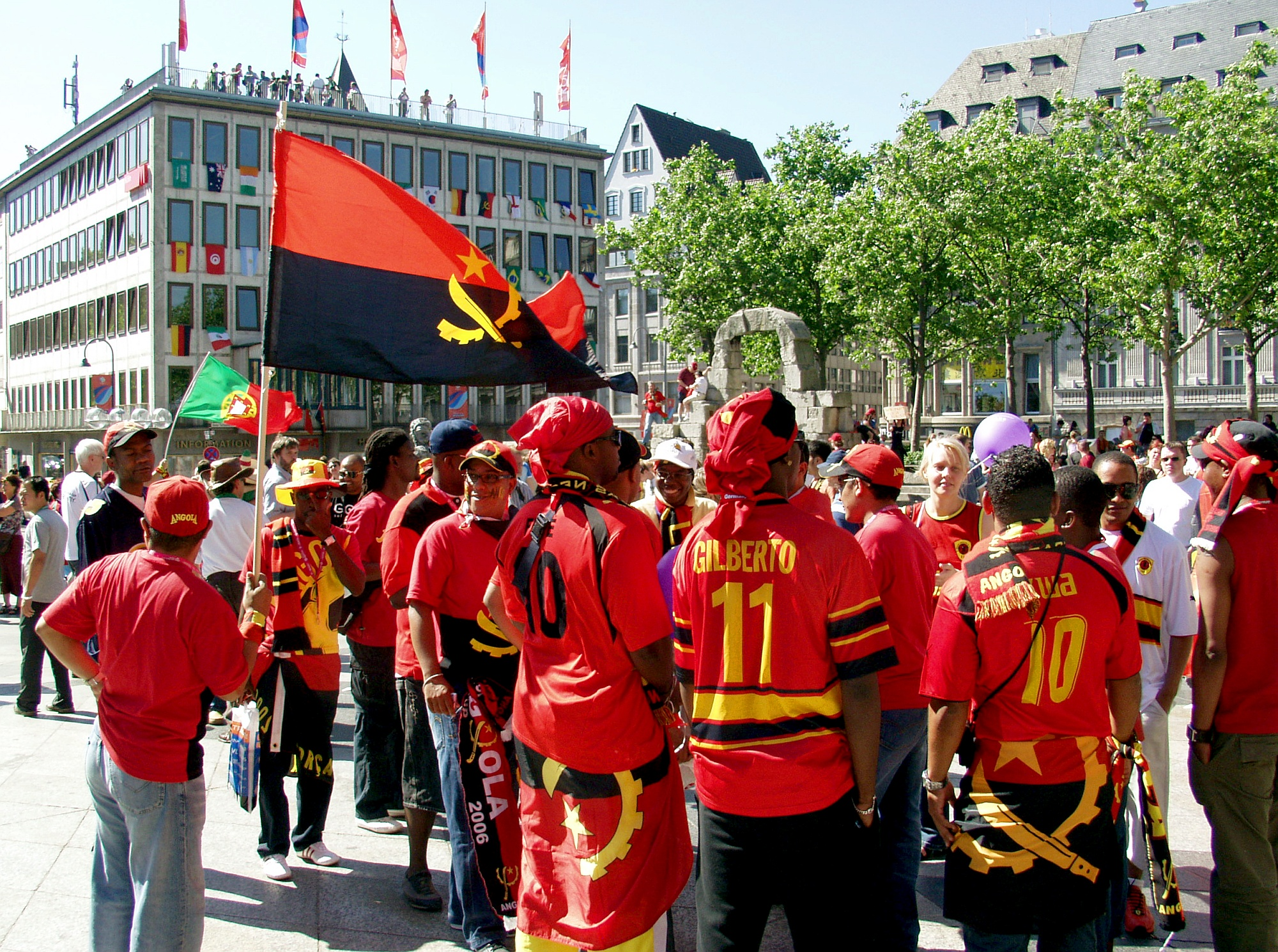
Fans der angolanischen Nationalmannschaft bei der Fußballweltmeisterschaft in Deutschland 2006

Am 8. Oktober 2005 gelang es der angolanischen Fußballnationalmannschaft, sich unerwartet für die WM 2006 in Deutschland zu qualifizieren. Ein knappes 1:0 beim Gruppenletzten in Ruanda reichte aus, um das Ticket zu lösen und Nigeria, das seit 1994 an jeder WM-Endrunde teilnahm, aus dem Wettbewerb zu werfen. Das angolanische Team nahm damit zum ersten Mal an einer WM-Endrunde teil, wo es nach einem 0:1 gegen Portugal, einem 0:0 gegen Mexiko und einem 1:1 gegen den Iran als Gruppendritter in der Vorrunde ausschied. Weiterhin nahm die Mannschaft an den Afrikameisterschaften (Afrika-Cup) 1996, 1998, 2006, 2008, 2010 (als Ausrichter), 2012, 2013 und 2019 teil.
Basketball
Die angolanische Basketballnationalmannschaft der Herren hat elf der letzten dreizehn Austragungen der Afrikameisterschaft gewonnen, womit sie die erfolgreichste Mannschaft der Wettbewerbsgeschichte ist. Daher nimmt sie regelmäßig an der Weltmeisterschaft und den Olympischen Spielen teil. Bei den Spielen 1992 war Angola der erste Gegner des US-amerikanischen Dream Teams. Die größten sportlichen Erfolge waren bislang das Überstehen der Vorrunde bei den Weltmeisterschaften 2002, 2006 und 2010.
Handball
Die Frauen-Handballnationalmannschaft hat bereits elfmal den Afrikameistertitel geholt und ist zudem als erste afrikanische Mannschaft bei einer WM in die Endrunde gelangt.
Rollschuh-Hockey
Diese Sportart wird schon seit der portugiesischen Kolonialzeit in Angola betrieben. Im März 2019 wurde in Luanda die erste Afrikanische Meisterschaft im Rollschuh-Hockey veranstaltet. Angola gewann dabei den Titel nach einem Sieg gegen Mosambik.
Wellenreiten
Das Surfen wird in Angola immer beliebter. Seit 2013 wird jedes Jahr im Oktober das Social Surf Weekend mit Teilnehmern aus dem In- und Ausland in Cabo Ledo mit Unterstützung des Tourismus-Ministeriums veranstaltet. Im Jahr 2018 hat es sich mit über 4000 Teilnehmern zum größten Sommer-Festival Angolas entwickelt. Im September 2016 fand die erste nationale Surf-Meisterschaft des Landes ebenfalls in Cabo Ledo statt. Sie wurde vom Angolanischen Wassersportverband organisiert. Im Juli 2018 wurde Angola Mitgliedsstaat der International Surfing Association (ISA).
Siehe auch
- Tischtennis in Angola

### Landesprofil bei Ministerien deutschsprachiger Staaten
- Auswärtiges Amt (D): Angola. auf www.auswaertiges-amt.de.
- Bundesministerium für europäische und internationale Angelegenheiten (A): Länderspezifische Reiseinformation: Angola (Republik Angola). auf www.bmeia.gv.at.
- Eidgenössisches Departement für auswärtige Angelegenheiten (CH): Südliches Afrika. auf www.eda.admin.ch.

### Internationale Links
- United Nations: United Nations Statistics Division. Angola. auf www.data.un.org (englisch).
- The World Bank: Countries. Angola. auf www.worldbank.org (englisch).
- US-Government: CIA World Fact Book. Angola. auf www.cia.gov (englisch).
- Electoral Institute for Sustainable Democracy in Africa: African Democracy Encyclopaedia Project: Angola. auf www.eisa.org (englisch).
- WHO: Angola. auf www.afro.who.int (portugiesisch).
- Welternährungsprogramm der Vereinten Nationen: Angola. auf www.wfp.org (englisch).
- UNHCR: Angola. auf www.unhcr.org (englisch).
- Minority Rights Group International: Angola. auf www.minorityrights.org (englisch).
- UNCTAD: Catalogue of Diversification Opportunities 2022. Angola. auf www.unctad.org (PDF, englisch).

### Weitere Links
- Angola country profile auf BBC News (englisch)
- NationMaster – Angola (englisch)
- Markus Weimer: The Peace Dividend: Analysis of a Decade of Angolan Indicators, 2002–12. Africa Programme Paper AFP PP 2012/03. In: chathamhouse.org. März 2012 (PDF; 523 KB, englisch).